# Альпи

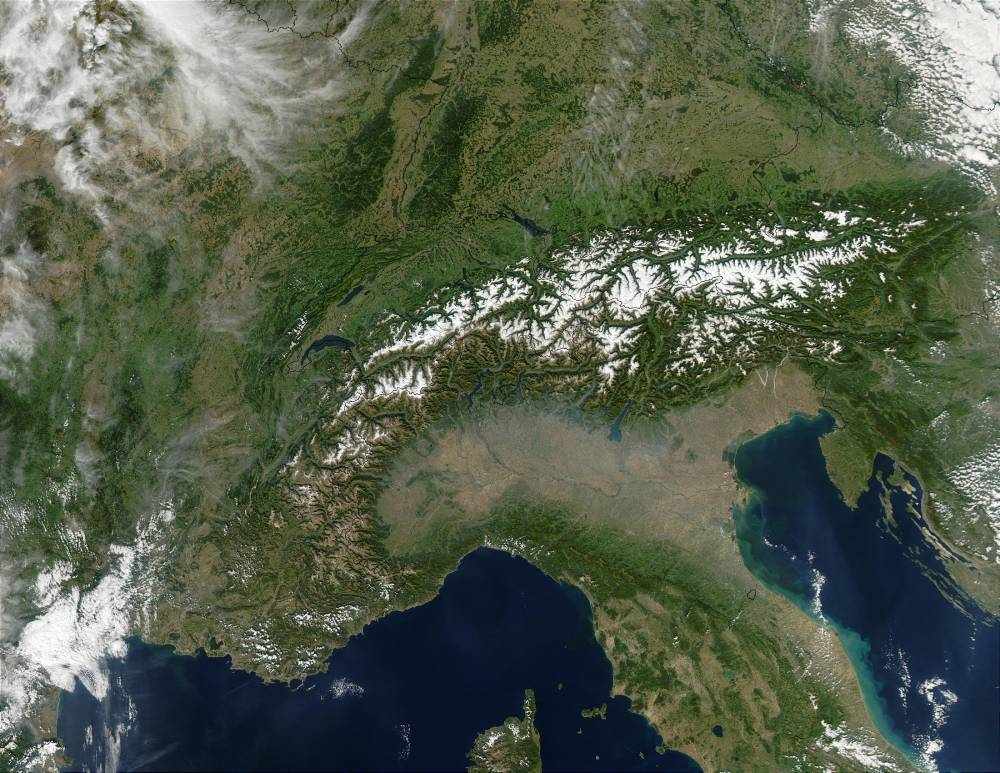
Альпи — знімок з космосу

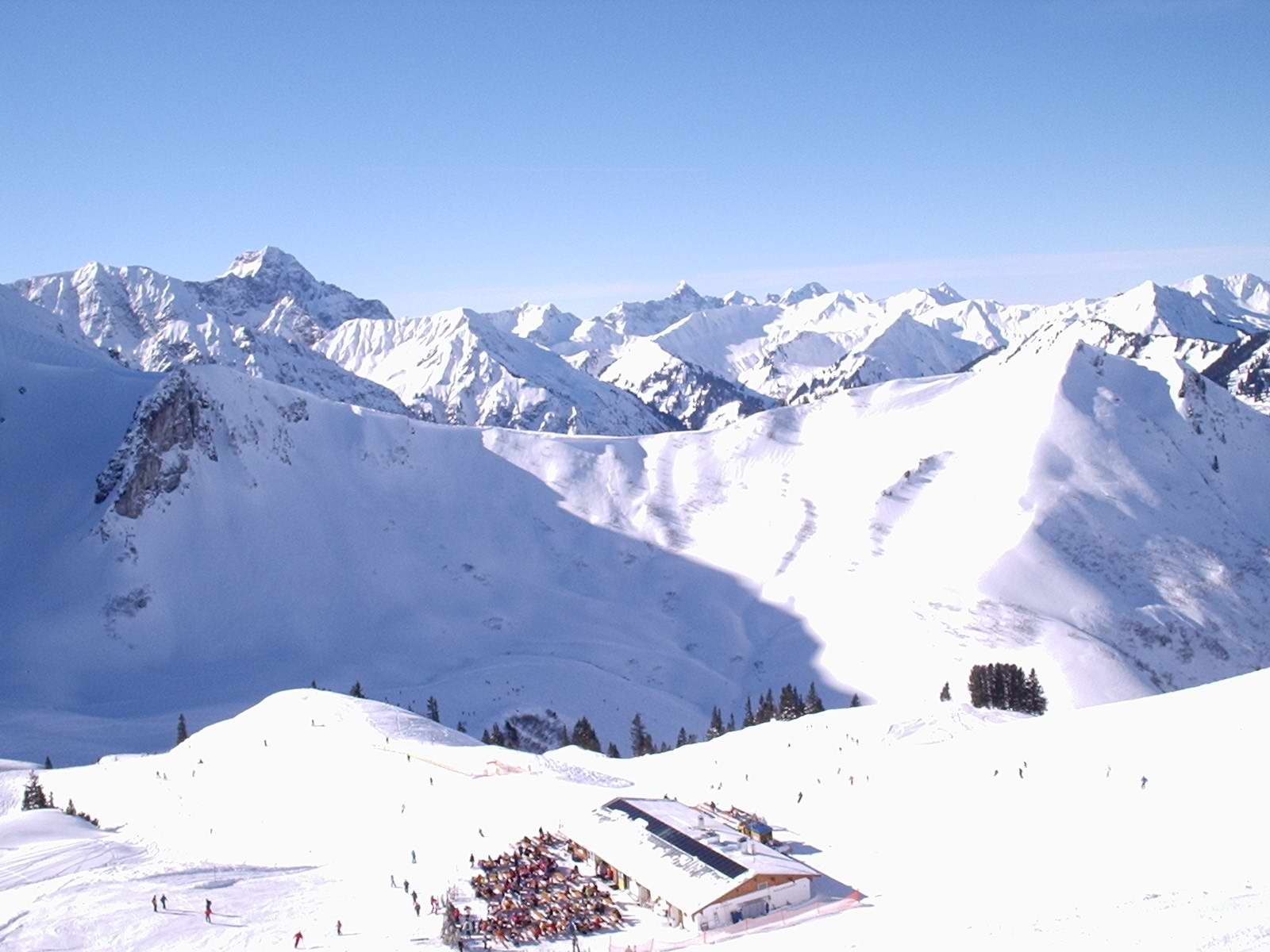
Альпи в районі Оберстдорфа (Фельгорн)

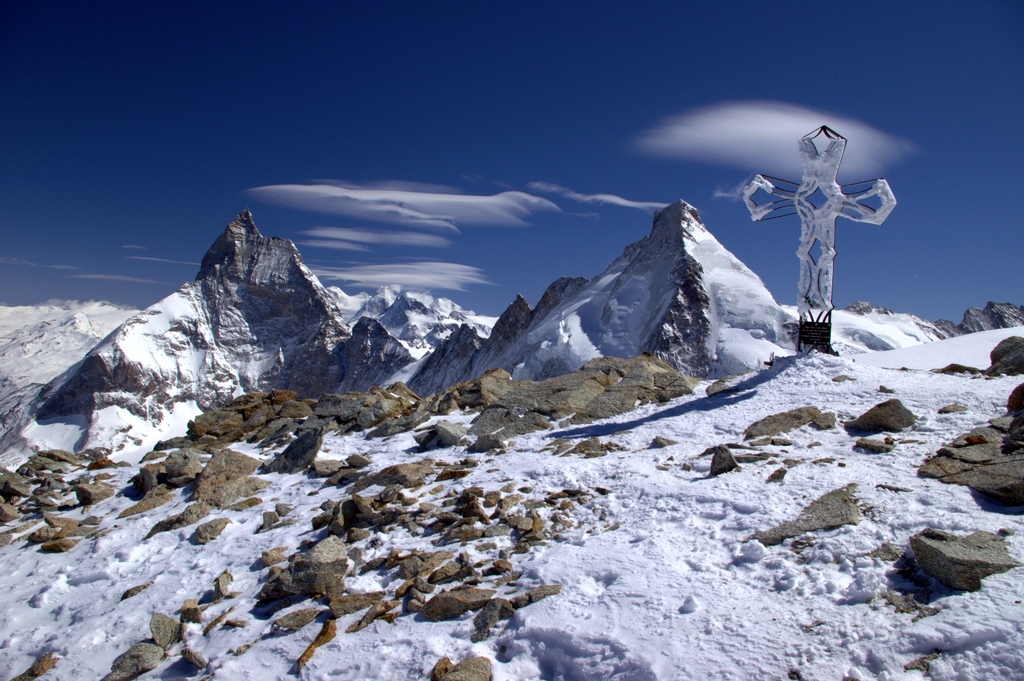
Вододіл між Італією та Швейцарією

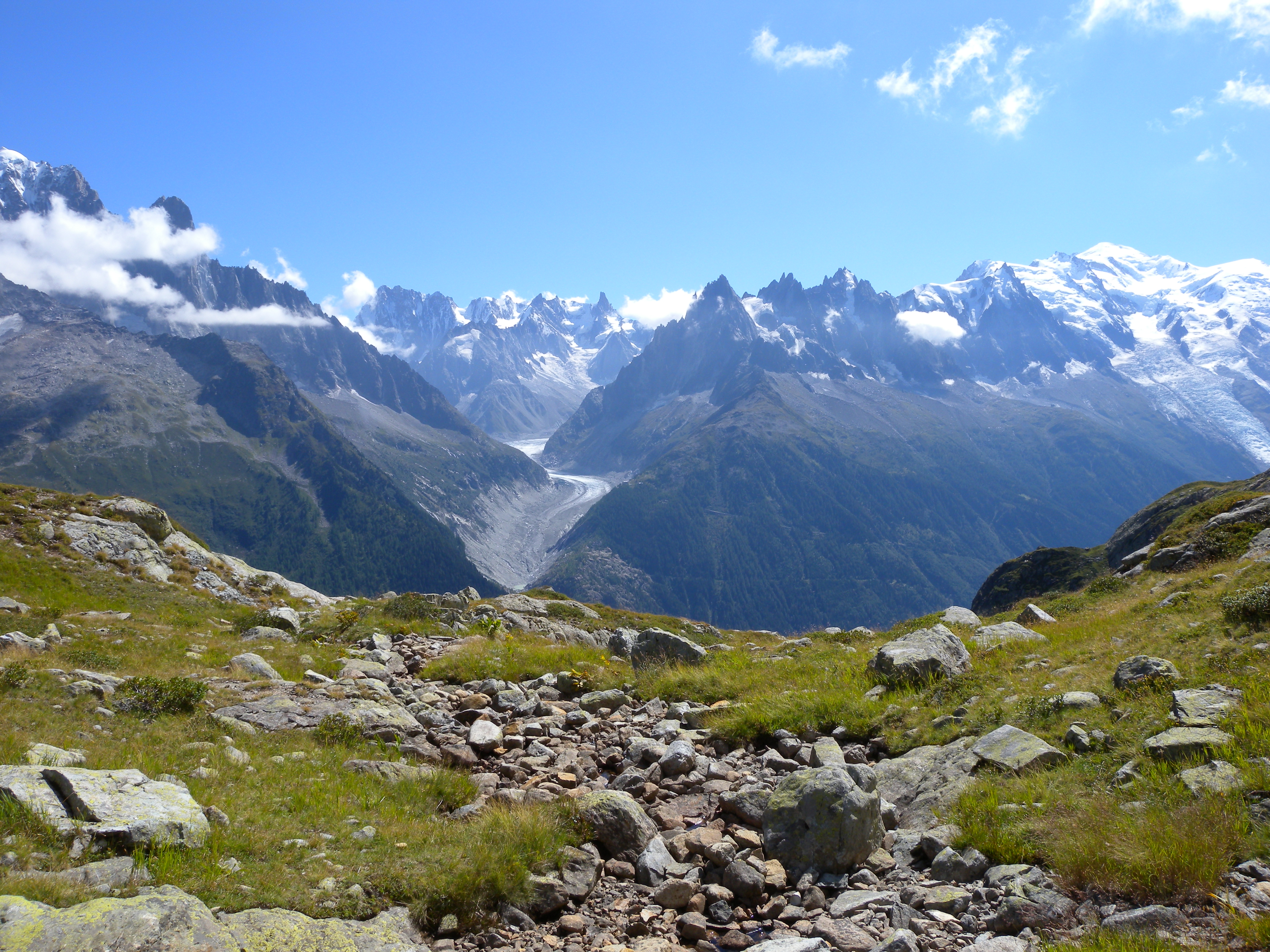
Кристалічний фундамент масиву Монблан

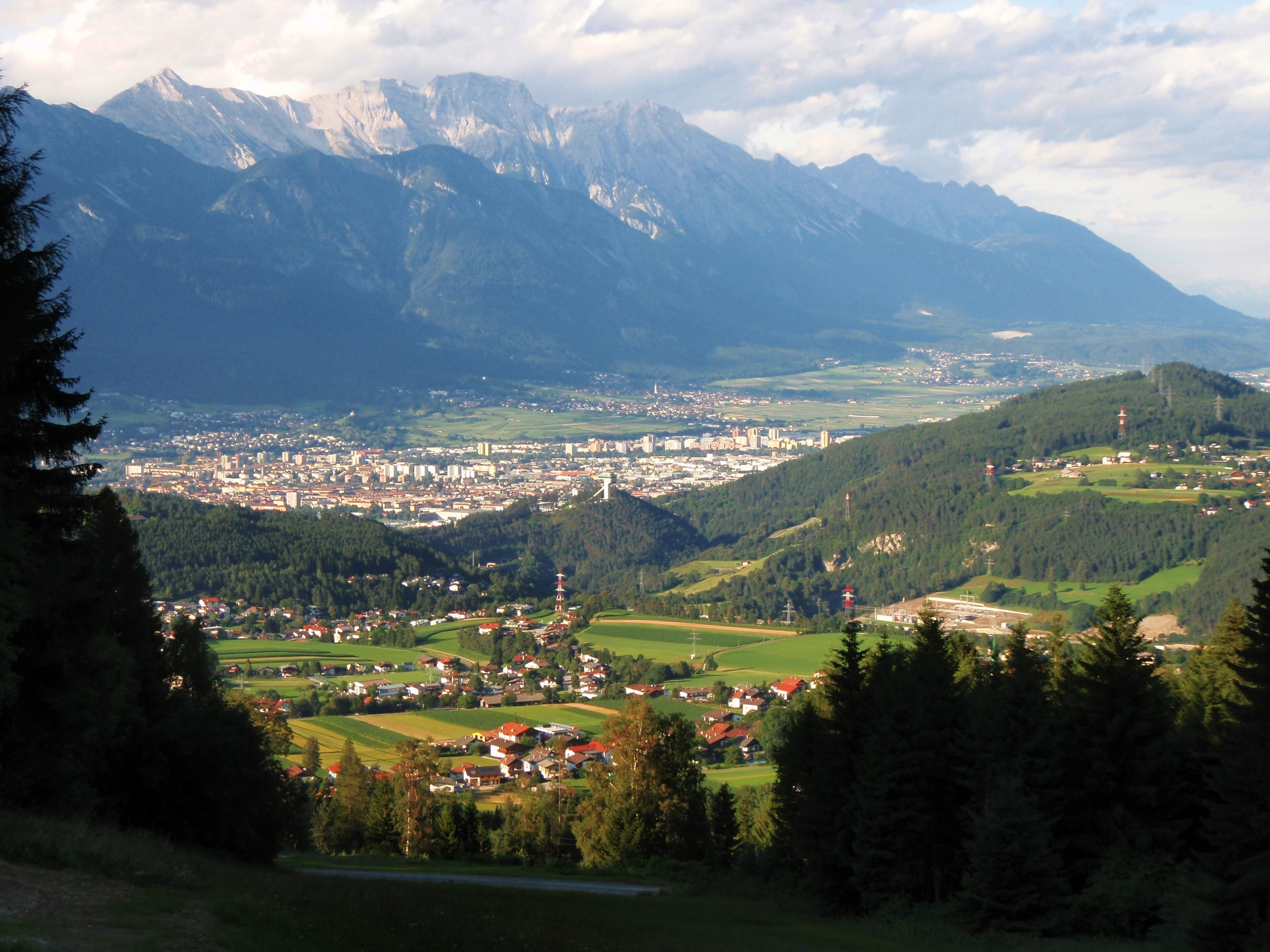
Долина річки Інн біля Інсбруку, Тіроль

46°00′ пн. ш. 10°00′ зх. д. / 46.000° пн. ш. 10.000° зх. д.
А́льпи (фр. les Alpes, нім. die Alpen, італ. le Alpi, словен. Alpe, від лат. montes albes — білі гори, можливе й походження назви від кельтського alb — високий або alpa — височина) — гірська система в Європі. Простягається від берегів Середземного моря до Тисо-Дунайської низовини на території Австрії, Італії, Ліхтенштейна, Німеччини, Словенії, Франції, Монако та Швейцарії. Довжина гірської системи — 1 200 км, ширина — 130–260 км, висота — до 4 810 м (гора Монблан). Має форму опуклої на північний захід дуги з поперечною улоговиною, в межах якої лежать озера Боденське та Комо. Розрізняють Західні та Східні Альпи.

## Географія

### Поділ Альп

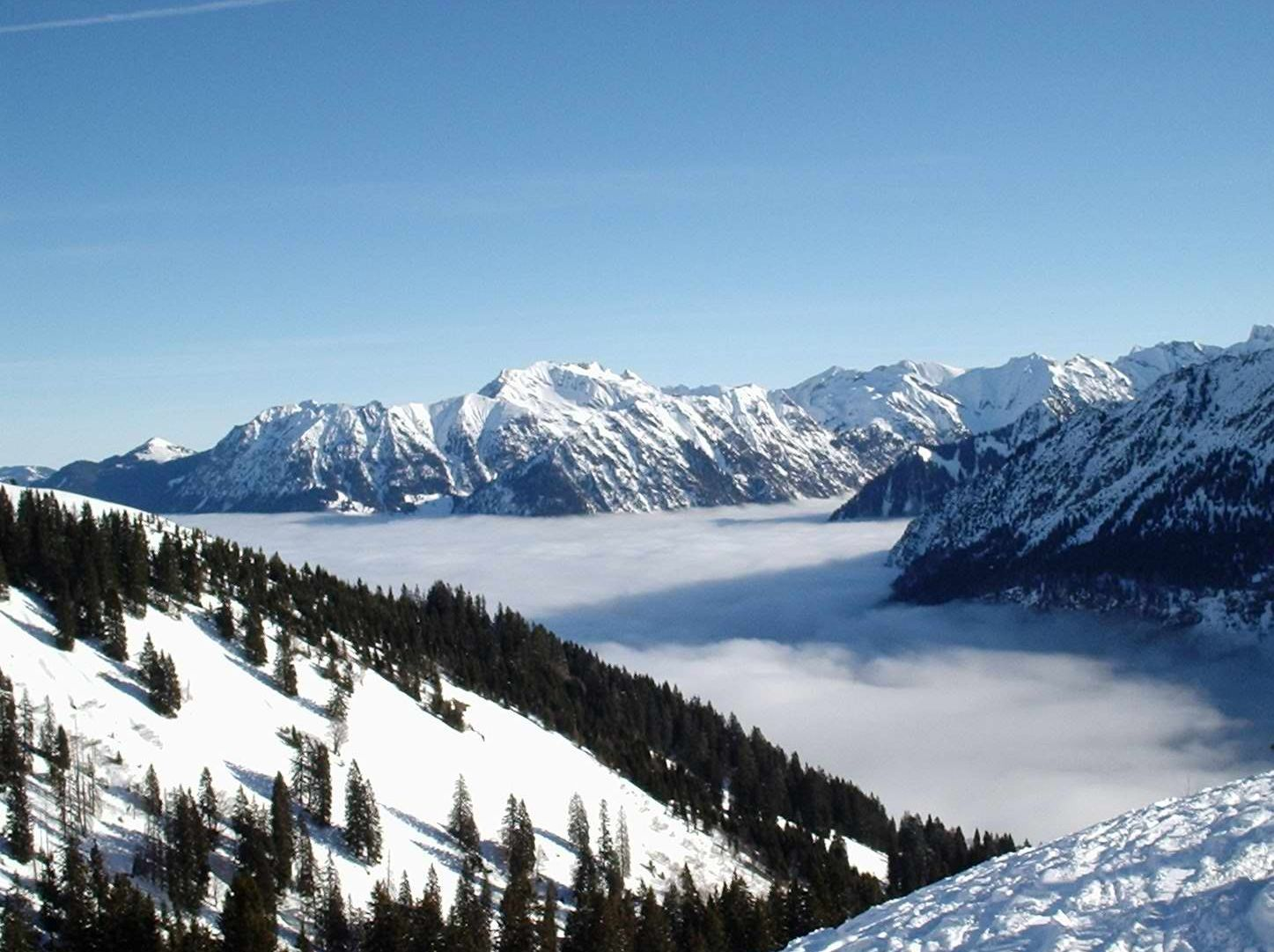
Альпи в районі Оберстдорфа (Фельгорн)

Західні Альпи складаються з Приморських, Котських, Савойських та Бернських Альп. Їхня пересічна висота 3 000–4 000 м. Окремі вершини сягають понад 4000 м.
Для Західних Альп характерна добре виражена дугоподібна форма хребтів, різка асиметрія схилів — внутрішні круті, зовнішні пологі, велика кількість льодовиків.
У Східних Альпах виділяються, зокрема, Ретійський, Доломітовий та Карнійський хребти, що мають значне широтне простягання. Пересічна висота Східних Альп 2 500–3 500 м; відповідно, там менше льодовиків.
Крім поділу на Західні і Східні, Альпи поділяють також у широтному напрямі: на Північні Передальпи — (вапнякові та сланцеві гори), Центральні Альпи — (кристалічні хребти) та Південні Передальпи — (вапнякові і пісковикові гори).
Цікаво, що східні відроги Альп (Лейтські гори) та західні відроги Карпат (Гундсгаймер-Берге) відокремлює всього 14 км.
Альпи мають багато зручних перевалів — Мон-Сені, Великий Сен-Бернар, Сімплон, Сен-Ґоттард, Берніна, Бреннер, Тауерн. Крізь Альпи прокладені тунелі: Сімплонський, Сен-Готардські (залізничний та автомобільний) та інші.
| | |
| - Західні Альпи - Лігурійські Альпи - Приморські Альпи - Прованські Альпи - Котські Альпи - Альпи Дофіне - Грайські Альпи - Пеннінські Альпи - Бернські Альпи - Лєпонтинські Альпи - Гларнські Альпи | - Східні Альпи - Частина фліша - Північні Вапнякові Альпи - Альгейські Альпи - Кіцбюльські Альпи - Центральна частина - Ретійські Альпи - Ецтальські Альпи - Ціллертальські Альпи - Високий Тауерн - Низький Тауерн - Південна частина - Ломбардські Альпи - Доломітові Альпи - Карнійські Альпи - Юлійські Альпи - Караванке - Передальпи |

### Найвищі вершини
| Вершина          | Висота, м | Гірський масив   |
| ---------------- | --------- | ---------------- |
| Монблан          | 4810      | Грайські Альпи   |
| Дюфур            | 4634      | Пеннінські Альпи |
| Дом              | 4545      | Пеннінські Альпи |
| Вайсгорн         | 4506      | Пеннінські Альпи |
| Маттергорн       | 4478      | Пеннінські Альпи |
| Гран-Комбен      | 4314      | Пеннінські Альпи |
| Фінстерааргорн   | 4273      | Бернські Альпи   |
| Алечгорн         | 4193      | Бернські Альпи   |
| Barre des Écrins | 4102      | Альпи Дофіне     |
| Гран-Парадізо    | 4061      | Грайські Альпи   |
| Пік Берніна      | 4049      | Ретійські Альпи  |
| Вайсміс          | 4017      | Пеннінські Альпи |

### Річки
- Рейн
- Рона
- По, притока верхнього Дунаю;

### Озера
- Женевське
- Ґарда
- Маджоре
- Боденське

### Льодовики (глетчери)
Для альпійського поясу характерним є значне поширення гірсько-льодовикових форм рельєфу. У горах, на висоті понад 3 000 м над рівнем моря, взимку випадає більше снігу, ніж може розтанути. У тих місцях, де сніг лежить протягом всього року, через тиск снігу, танення і замерзання його верхнього шару утворюється основа льодовика. Поступово, у міру стікання води по поверхні льодовика, льодові ділянки просуваються вглиб долини. Лід, що сповзає, по дорозі руйнує верхній шар ґрунту, відриває і відносить його разом із камінням та піском. Поверхня льодовика вкрита тріщинами різної величини.
Снігова лінія на півночі розташована на висоті 2,5 км, а на півдні — 3–3,2 км. Загальна площа сучасного  зледеніння — 4 140 км². Льодовиків у Альпах близько 1200, найбільший — Алецький у Бернських Альпах із площею 169 км². Від льодовиків беруть початок річки: Рона, Рейн, Адідже, Інн, Драва та ін.
Альпійські льодовики сьогодні залишаються єдиним великим залишком четвертинного зледеніння. Тим не менше, дані, що збиралися з кінця XX ст., указують, що безліч льодовиків поширюються через гірські хребти. Найбільшими, зі сходу на захід, є:
- Алецький льодовик площею близько 130 квадратних кілометрів (з рукавами) та довжиною 27 кілометрів.
- Горнер, що поблизу міста Вале, з площею 68 квадратних кілометрів і довжиною 13 кілометрів.
- Аржантьєр, як масив Монблану, з безліччю льодовиків, що формують його, займає площу 24 квадратних кілометрів і має довжину 5 кілометрів.
- Мер-де-Глас, Валле-Бланш, а також у масиві Монблан, з довжиною в більш ніж 13 кілометрів. З початку XX століття (у 1908 р.) його можна відвідати як туристичний об'єкт із прихистку Montenvers, виходячи з Шамоні. Коли туди була побудована залізниця, станція прибуття була приблизно в п'ятдесяти футах над льодовиком, а сьогодні вище майже на три сотні.
- Боссон. Льодовик сягає принаймні частини піку Монблан майже до кінця долини, довжиною близько 1,1 км. Круті схили, нахилом 45°, роблять його одним з альпійських льодовиків, що рухаються найшвидше, близько 190 м на рік.
- Мортераш, розташований у Верхньому Енгадині, на розі Grisions. Це найдовший льодовик у західній Швейцарії. Він бере початок на піку Берніна і має довжину 7 км.

## Геологія та корисні копалини
Альпи утворилися у добу Альпійської складчастості. Осьова зона Альп складена кристалічними та метаморфічними породами, по периферії — флішовими та моласовими формаціями. Є родовища залізних, марганцевих і поліметалевих руд, магнезиту, кам'яної солі (в Східних Альпах). Існують незначні родовища бурого та кам'яного вугілля. В Альпах є численні джерела мінеральної води, в тому числі термальні, на базі яких побудовано курорти (Баден-Баден, Бад-Веслау, Бадгаштейн, Ішль, Райхенгаль, Екс-ле-Бен та інші). Близько 1200 льодовиків (загальною площею понад 4000 км²). Багато озер тектонічно-льодовикового походження.

### Карпати та Альпи в історії видобутку перших металів
У 2-му тис. до н. е. на великій території від Карпат до Атлантики сформувалась Європейська металургійна провінція, найбільш потужними центрами якої стають багаті карпатські, альпійські та піренейські родовища. Подібно до ситуації з кавказькими рудниками, переважна більшість давніх європейських копалень була знищена часом і гірничою діяльністю наступних епох. Про масштабність «вибуху» гірничо-металургійних технологій свідчать численні скарби виробів з олов'яної бронзи й самого металу (зливки, брухт), кількість яких свідчить про майже десятиразове збільшення обсягів виробництва в порівнянні з 3-м тис. до н. е. Серед найбільших скарбів усієї Європейської провінції виділяються Уіоара де Суз (Румунія), де було зосереджено майже 6 тис. різноманітних виробів загальною вагою 1 100 кг, а також концентрація більш як 150 скарбів на обмежених теренах Закарпаття (район Мукачево — Ужгород), де виявлено понад 2 тис. бронзових знарядь.
Найбільш відомими є альпійські мідні рудники, де вели розробку як окиснених, так і первинних мідних руд. Видатною пам'яткою давнього гірництва є альпійський рудник Міттерберг (Західна Австрія), який експлуатувався в бронзову добу.

## Клімат

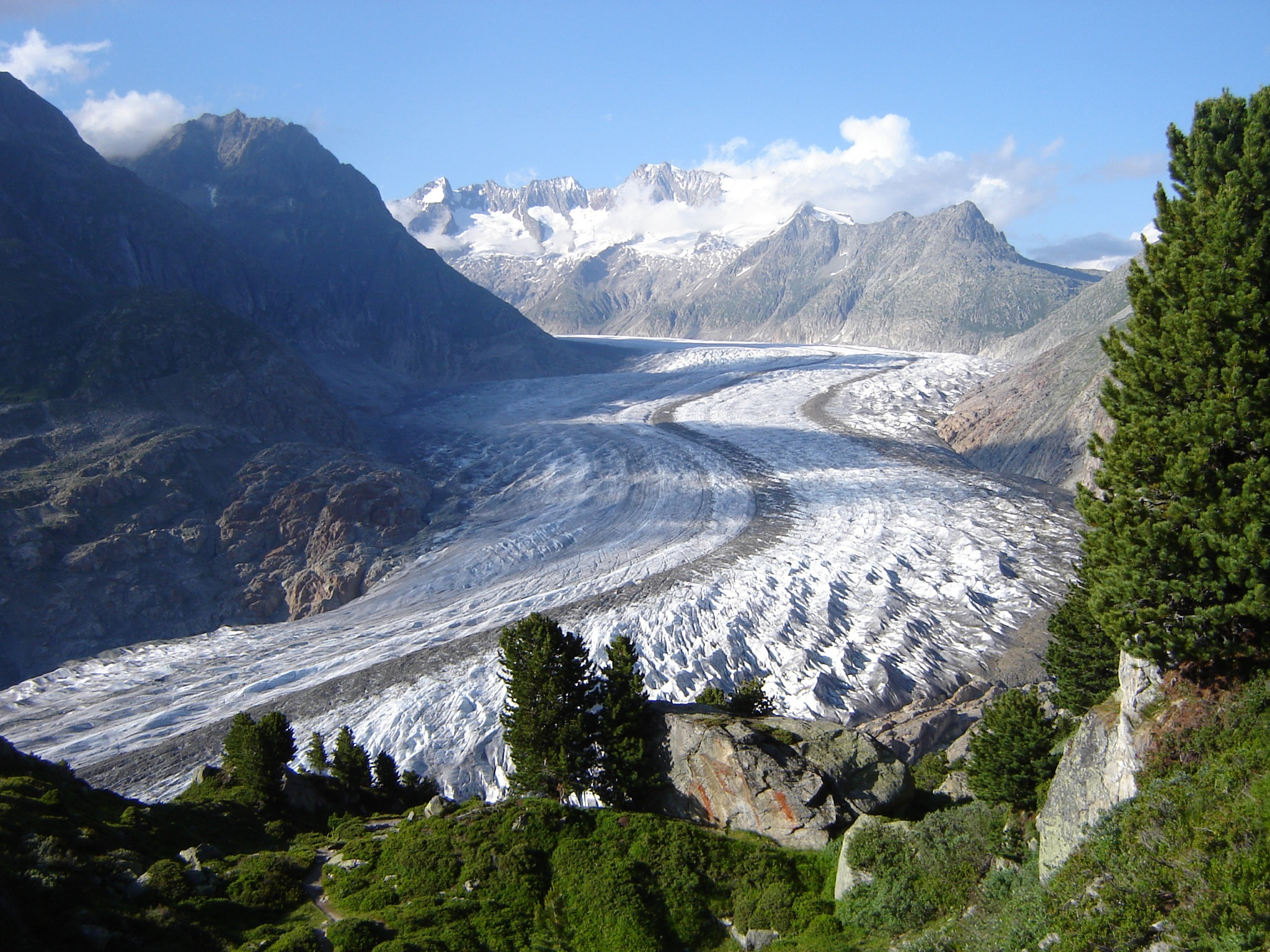
Сосни вище Алецького льодовика, кантон Вале

Альпи — важливий кліматорозділ Європи. На північ і захід від них розташовуються території з помірним кліматом, на південь — з субтропічним середземноморським. Клімат різних альпійських регіонів залежить від висоти, розташування і напряму вітру. Влітку в Альпах бувають спекотні дні, що змінюються холодними вечорами.
Вранці в горах зазвичай сонячно, після обіду надходять хмари. Зимою часто є снігопади, температура знижується до від'ємної. Клімат на північній стороні Альп більш холодний та вологий, а на південній — тепліший і сухіший. Середня температура липня є нижчою +14 °C, січня — до −15 °C. Випадає 1 000 мм опадів. Сніг тримається на рівнинах від одного до шести місяців на рік. Протягом більшої частини зими в долинах тримаються тумани.
Для Альп характерні місцеві вітри. Найважливіший із них — теплий і сухий фен, який утворюється в результаті опускання повітряних мас по гірських схилах і їх стиснення, що супроводжується адіабатичним нагріванням. Це істотно підвищує місцеву температуру, що спричиняє різке танення снігів і сходження лавин, яке становить загрозу для життя людей та ізолює від зовнішнього світу цілі гірські райони. Водночас фен створює умови для землеробства на набагато більших абсолютних висотах, ніж у тих місцях, де його не буває.
Клімат і ґрунтово-рослинний покрив Альп мають чітко виражену вертикальну зональність. Альпи розбиті на п'ять кліматичних поясів, кожен із яких розташований на певній абсолютній висоті. Кліматичні пояси відрізняються між собою кліматом, рослинним і тваринним світом, умовами проживання людей і тварин.
1. Зона вище 3 000 метрів називається нівальною зоною. Ця область із холодним кліматом постійно вкрита багаторічним снігом. Через це у нівальній зоні практично відсутня рослинність.
2. Альпійські луки лежать на висоті від 2 000 до 3 000 метрів. Ця зона є менш холодною, ніж нівальна зона. Для альпійських лук характерна специфічна, звичайно низькоросла, рослинність, а також рослинність, що утворює «трав'яні подушки». Це зближує даний тип екосистем із тундровими, через що альпійські луки також називають «гірською тундрою».
3. Трохи нижче альпійської зони розташовується субальпійський пояс, на висоті від 1 500 до 2 000 метрів. Тут ростуть ялинові ліси, температура в цій зоні поступово підвищується. Влітку в субальпійському поясі вона піднімається максимум до +24 °C у спекотні сонячні дні, а зазвичай не досягає 16 °C. Заморозки можливі у будь-яку пору року.
4. На висоті від 1 000 до 1 500 метрів розташована помірна зона. Там ростуть мільйони дубів. Також тут займаються сільським господарством.
5. Нижче 1 000 метрів — низовина, що характеризується більшою розмаїтістю рослинності. Тут розташовуються села, оскільки кліматичні умови більш придатні для життя людей і тварин.

## Альпійська фауна та флора

### Фауна
Усі ссавці живуть в Альпах цілий рік, деякі з них на зиму впадають у сплячку. Щодо птахів, то лише деякі види залишаються тут протягом всього року. Окремі види птахів, що живуть в Альпах, чудово пристосувалися до цього доволі негостинного середовища. Наприклад, сніжний в'юрок (Oenanthe deserti) будує гнізда в тріщинах скель, над межею лісу, а свою поживу, насіння і комах, розшукує на гірських схилах.
Альпійська галка (Pyrrocorax graculus) також гніздується на скелях, значно вище за межу лісу. Узимку альпійські галки утворюють великі зграї і збираються навколо туристичних баз і станцій, де харчуються головним чином відходами. В особливий спосіб готується до зими горіхівка. Восени цей птах робить запаси насіння і горіхів, які закопує в землю. Перед початком зими горіхівка збирає понад 100 тисяч насінин, які ховає приблизно в 25 тисячах схованок. Завдяки своїй дивовижній пам'яті більшу частину своїх схованок вона знаходить взимку під шаром снігу, товщина якого може перевищувати метр. Щоб дістатися до схованки, птахові доводиться розкопувати сніг. Насінням із комор горіхівка також годує своїх пташенят.
Збереження фауни забезпечується за допомогою національних парків, що розташовані на території Альп.

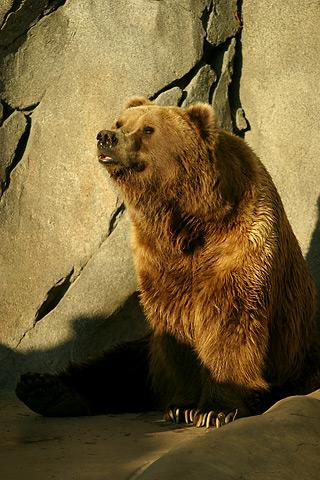
Бурий ведмідь (Ursus arctos)
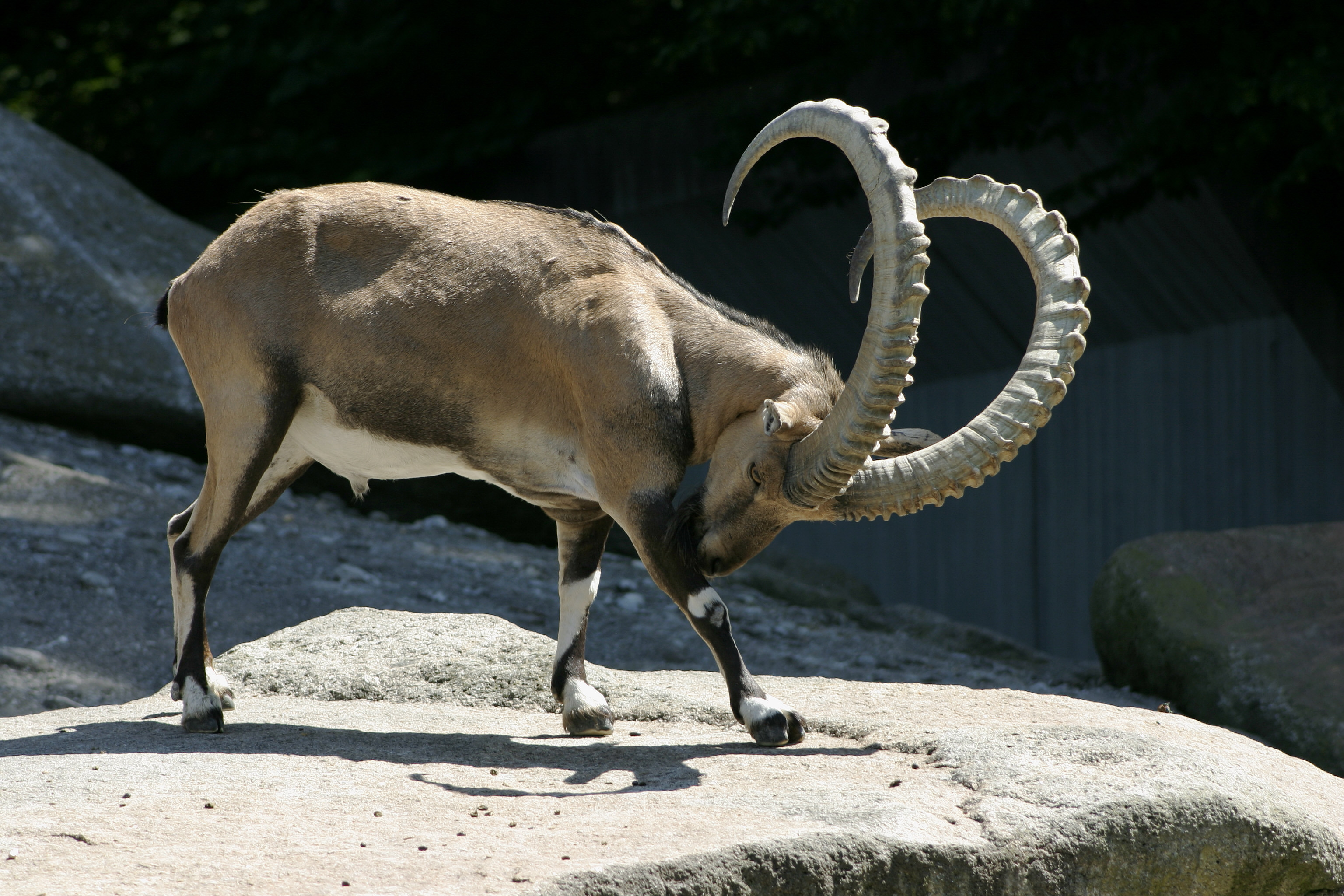
Альпійський козел (Capra ibex)
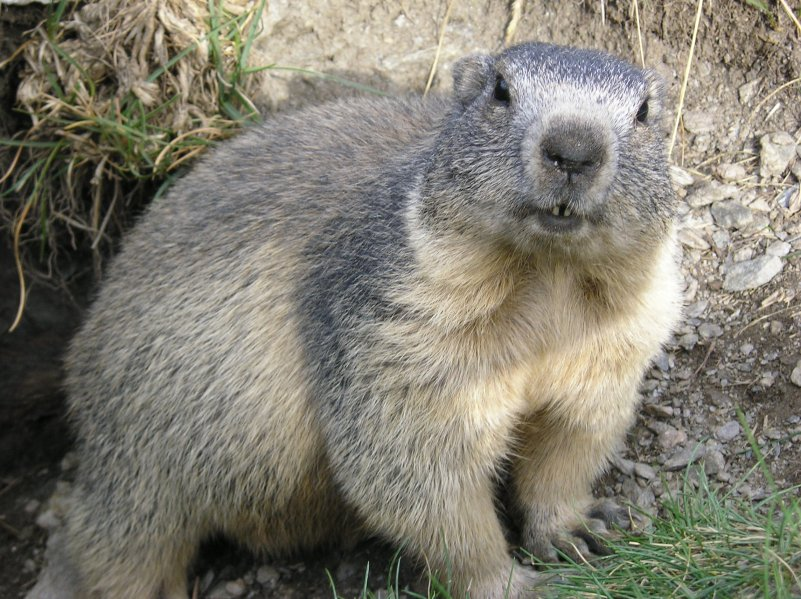
Бабак (Marmota)
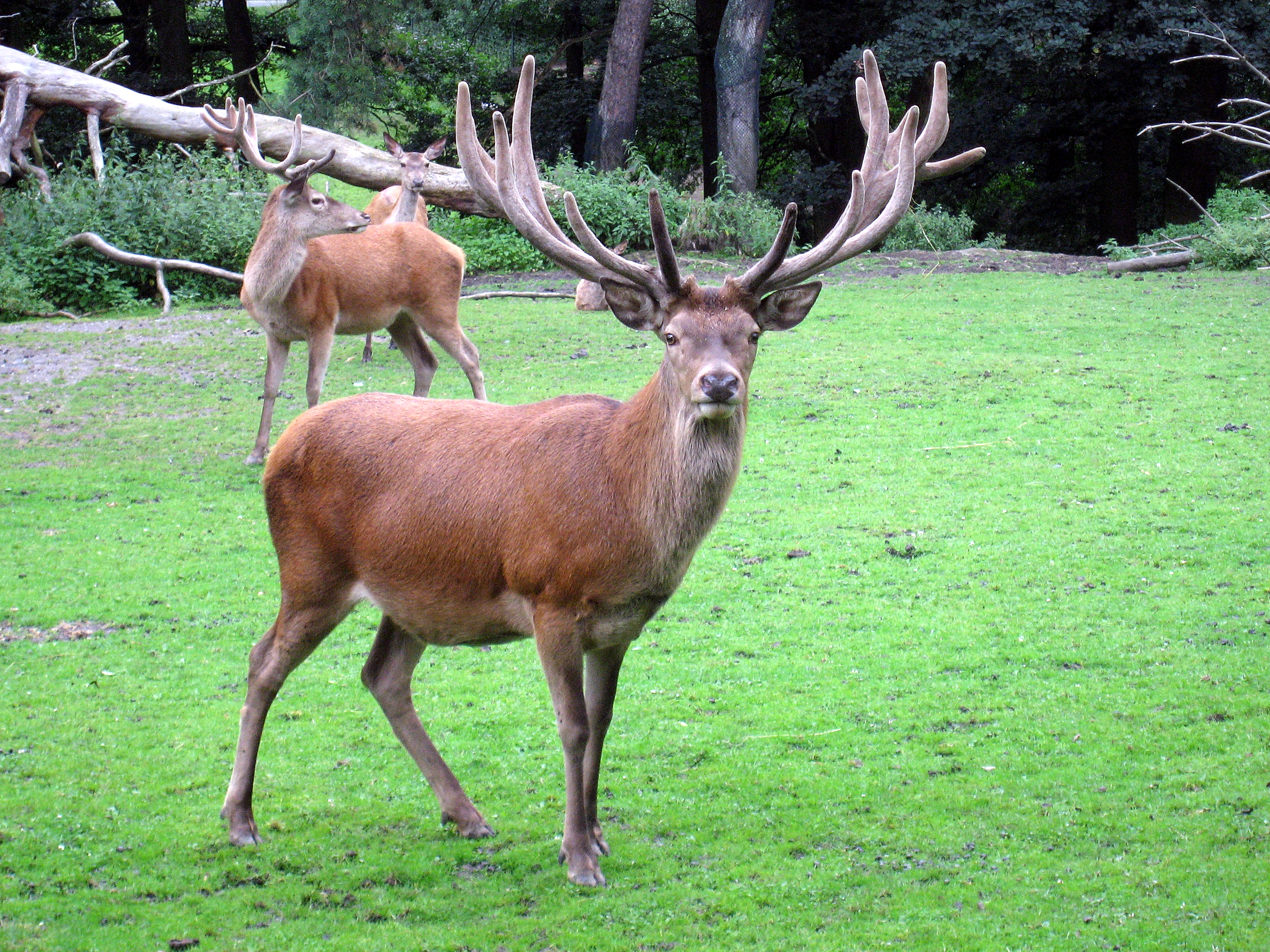
Олень благородний (Cervus elaphus)
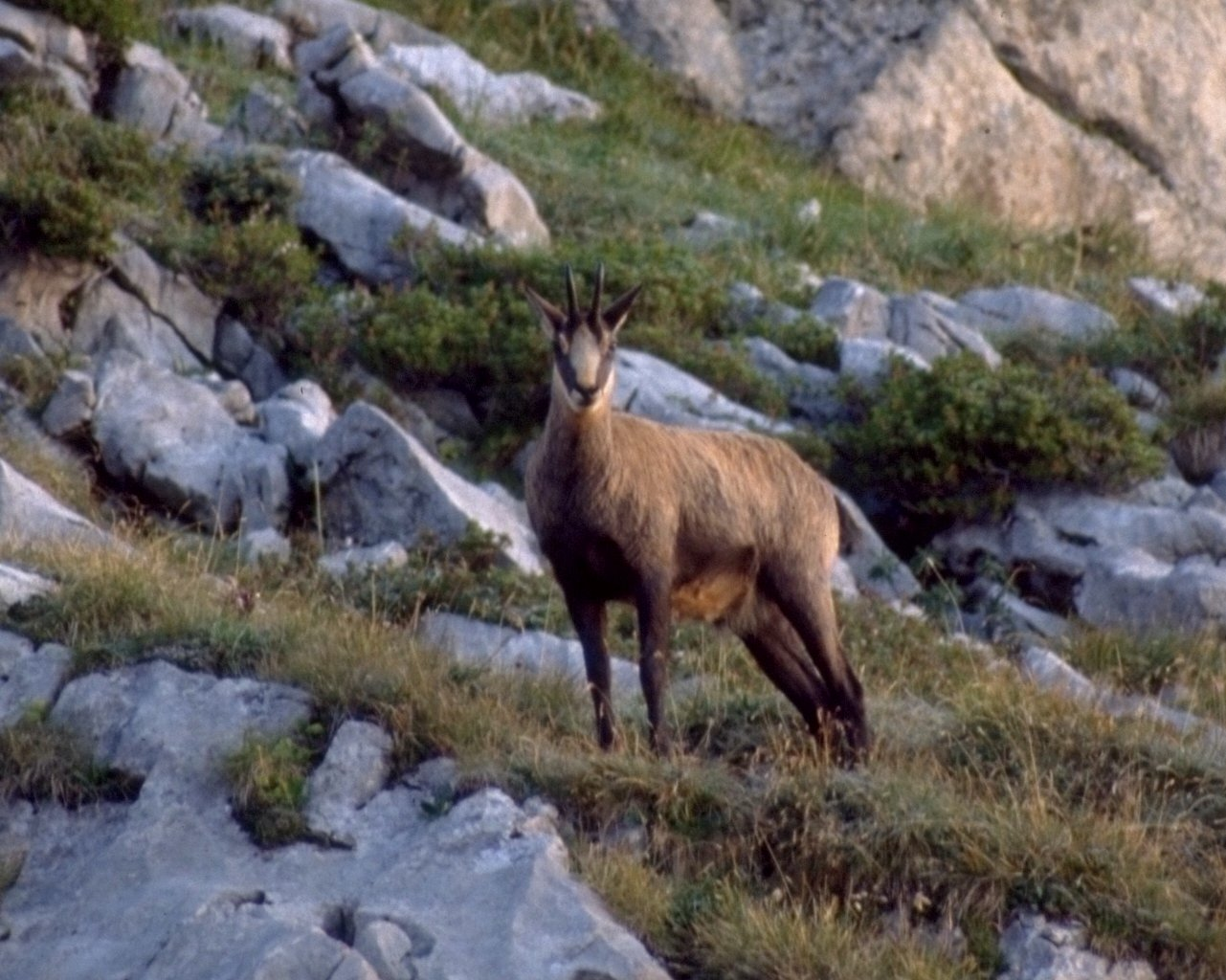
Скельниця (Rupicapra rupicapra)
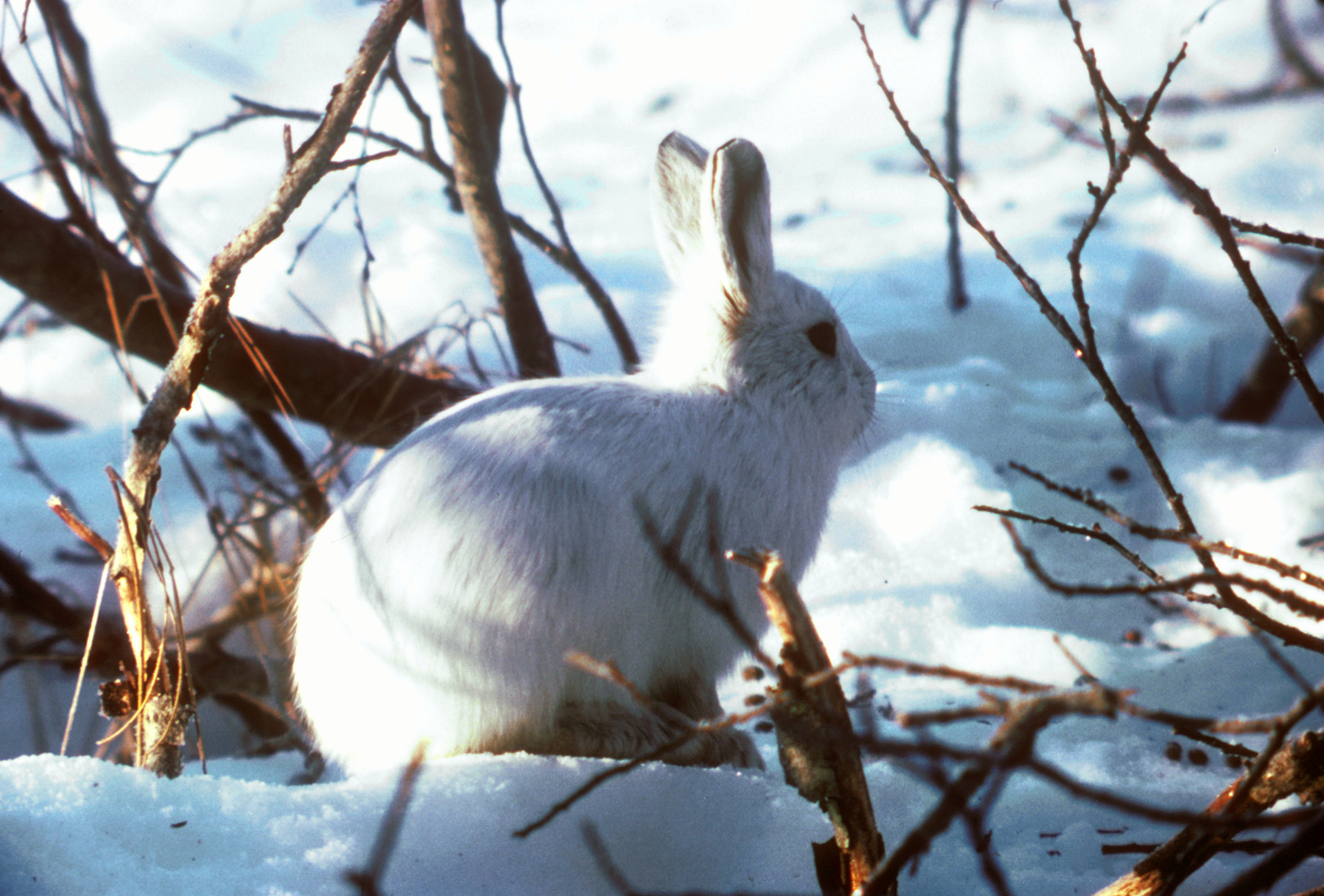
Заєць-біляк (Lepus timidus)
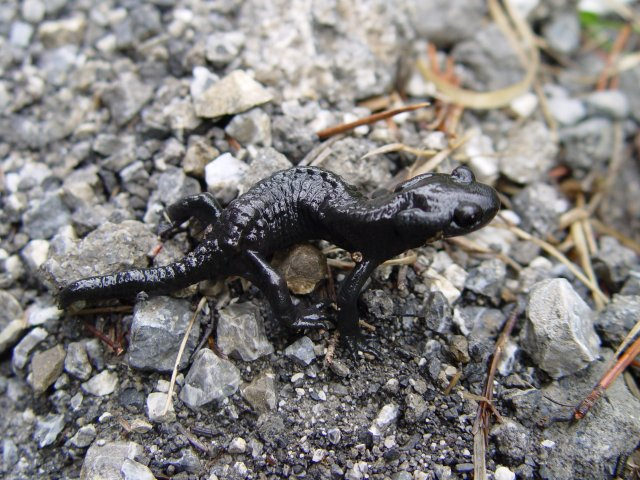
Саламандра альпійська (Salamandra atra)
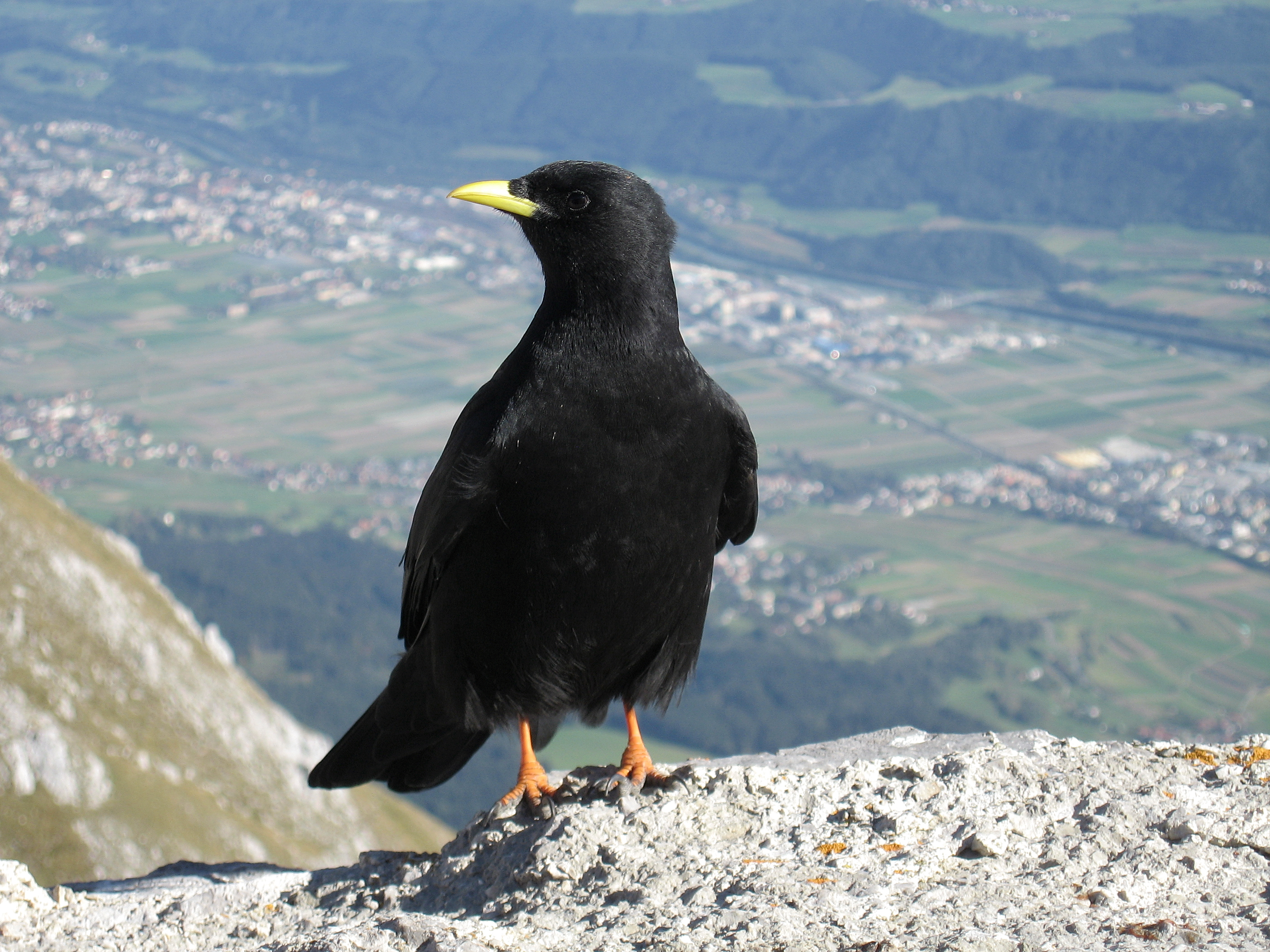
Альпійська галка (Pyrrhocorax graculus)
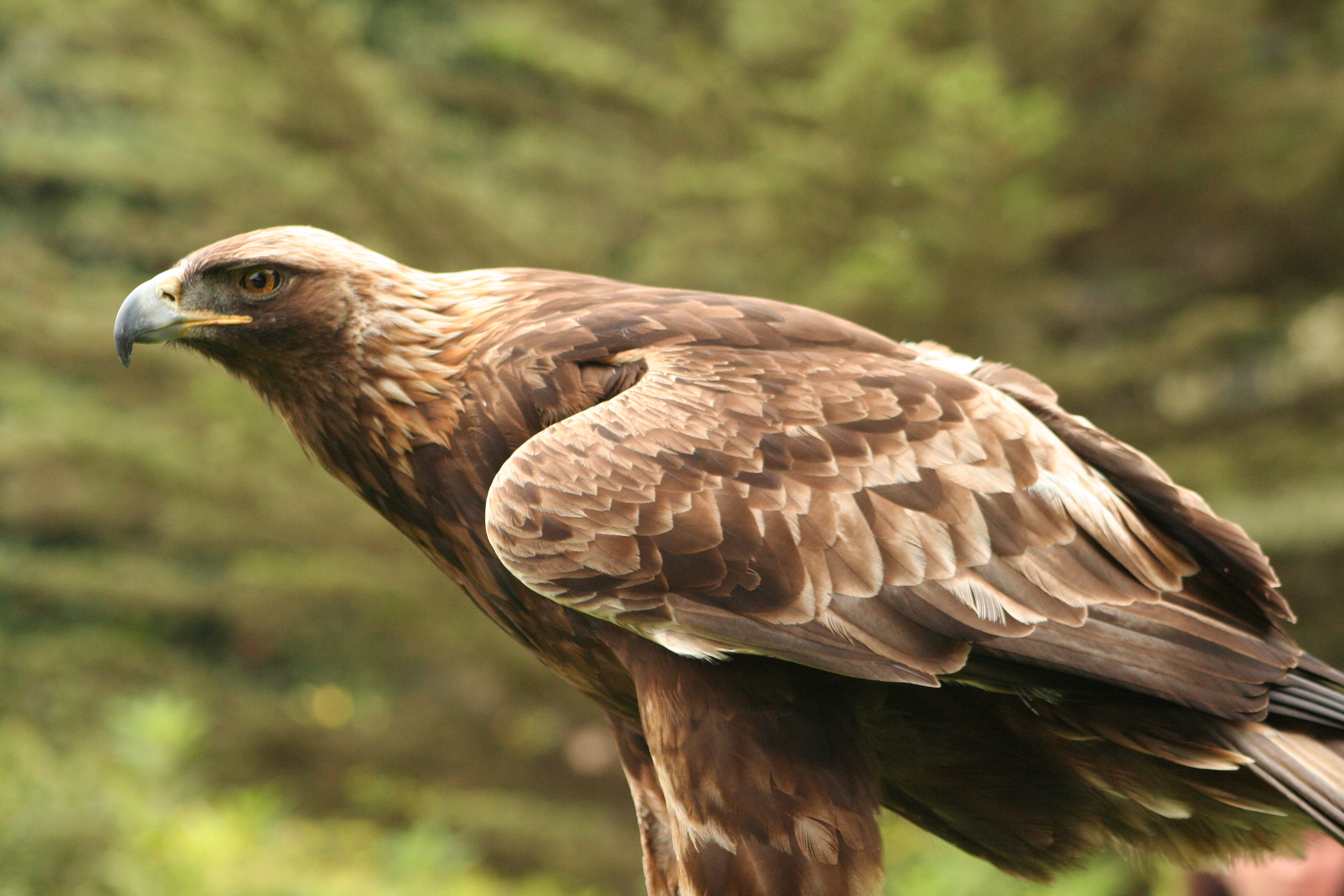
Беркут (Aquila chrysaetos)
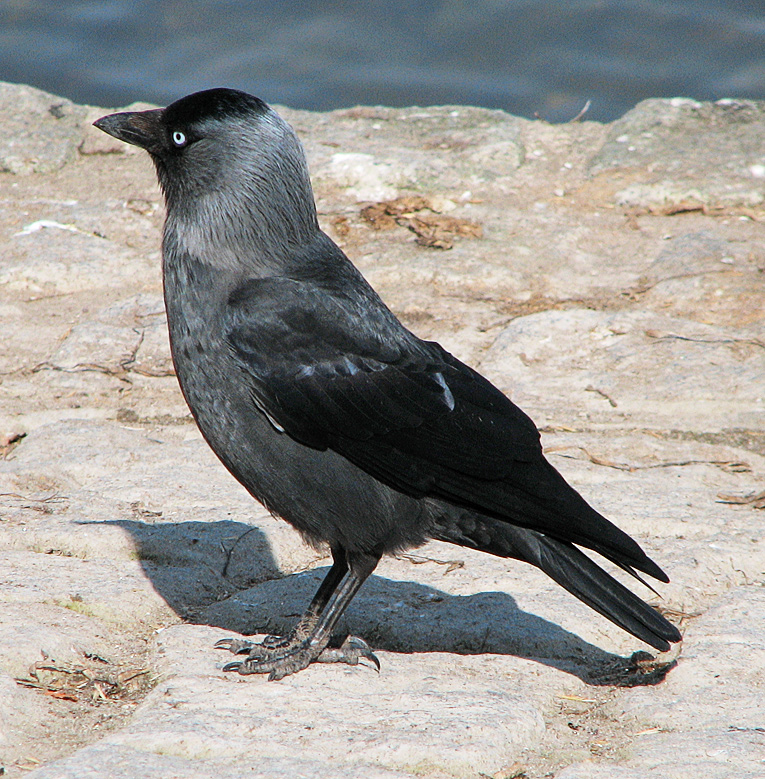
Галка (Corvus monedula)
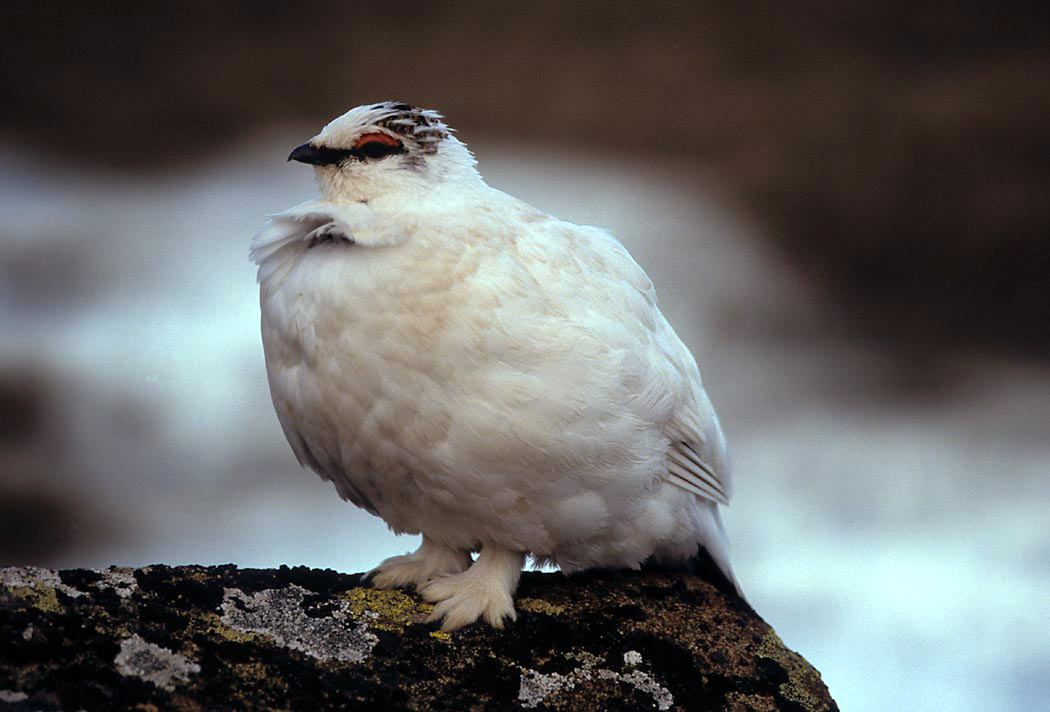
Полярна куріпка (Lagopus mutus)
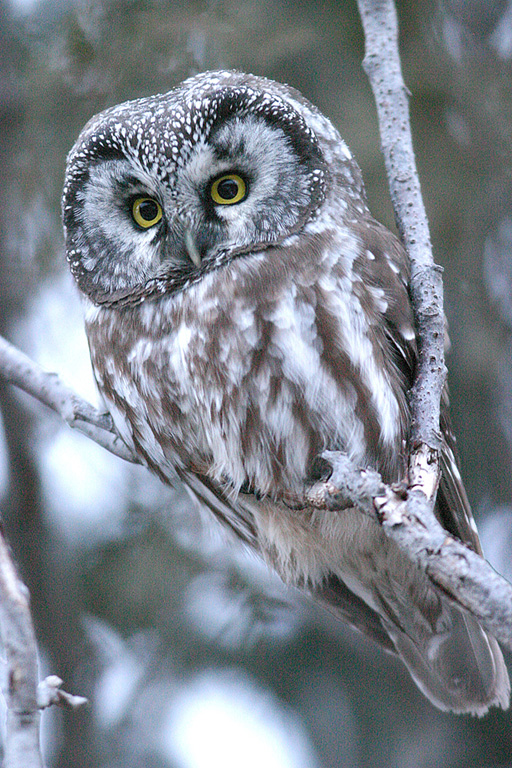
Сич волохатий (Aegolius funereus)
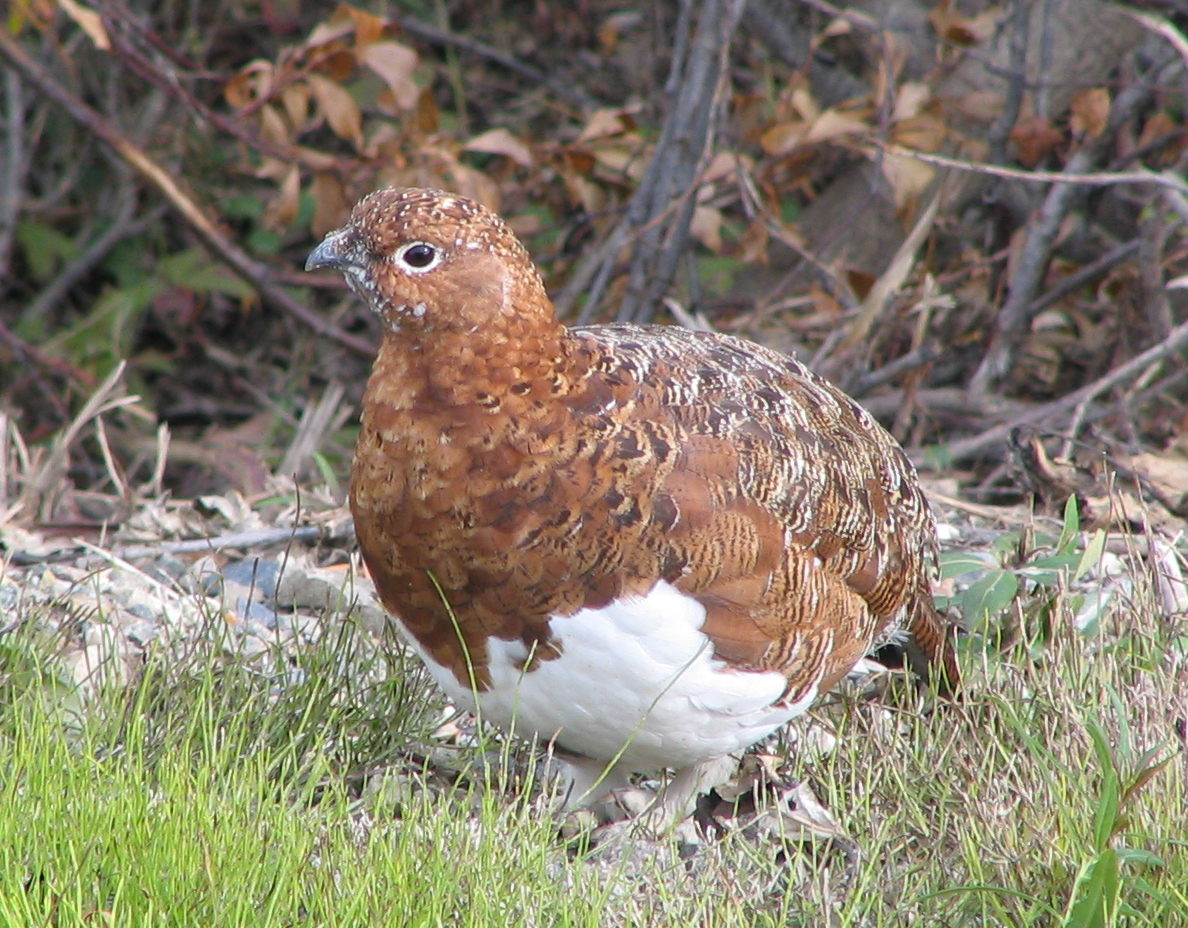
Біла куріпка (Lagopus lagopus)
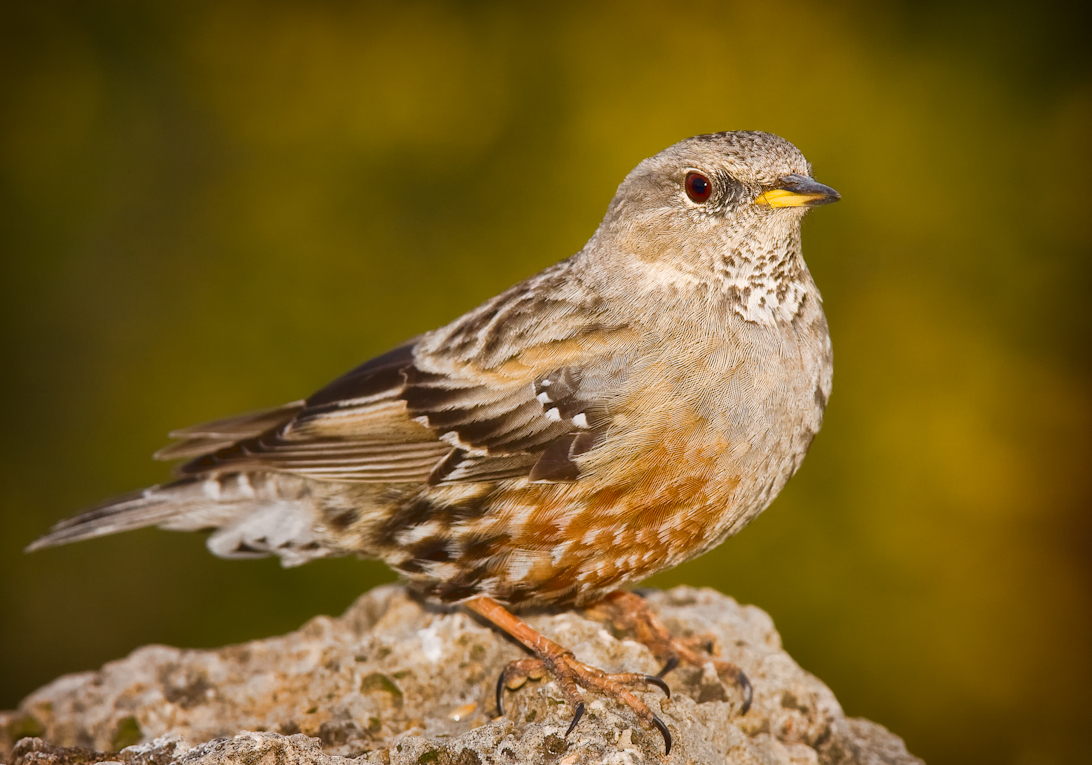
Тинівка альпійська (Prunella collaris)

### Флора
У Альпах росте безліч видів рослин. Тут трапляються досить різні біотопи — як полонини, що вкриті ковдрою яскравих квітів, так і високогірні райони, яким притаманна скромна рослинність. До висоти 2 400 м над рівнем моря ростуть хвойні дерева. Вище, до 3 200 м, ще трапляються карликові дерева. Одна з найвідоміших гірських рослин — льодовиковий жовтець, який є рекордсменом серед рослин і трапляється до висоти 4 200 м. Невеликі групи дуже красивих рослин трапляються на висоті 2 800 м. Багато з них, наприклад, незабудочник і смілка, мають особливу подушковидну форму, яка захищає їх від травоїдних тварин, що живуть на цих висотах, і втрати вологи. У такий спосіб молоді пагони також захищені від вітру й морозу. Відомий едельвейс (білотка альпійська) вкритий шаром білих волосків, що добре утримують тепло.

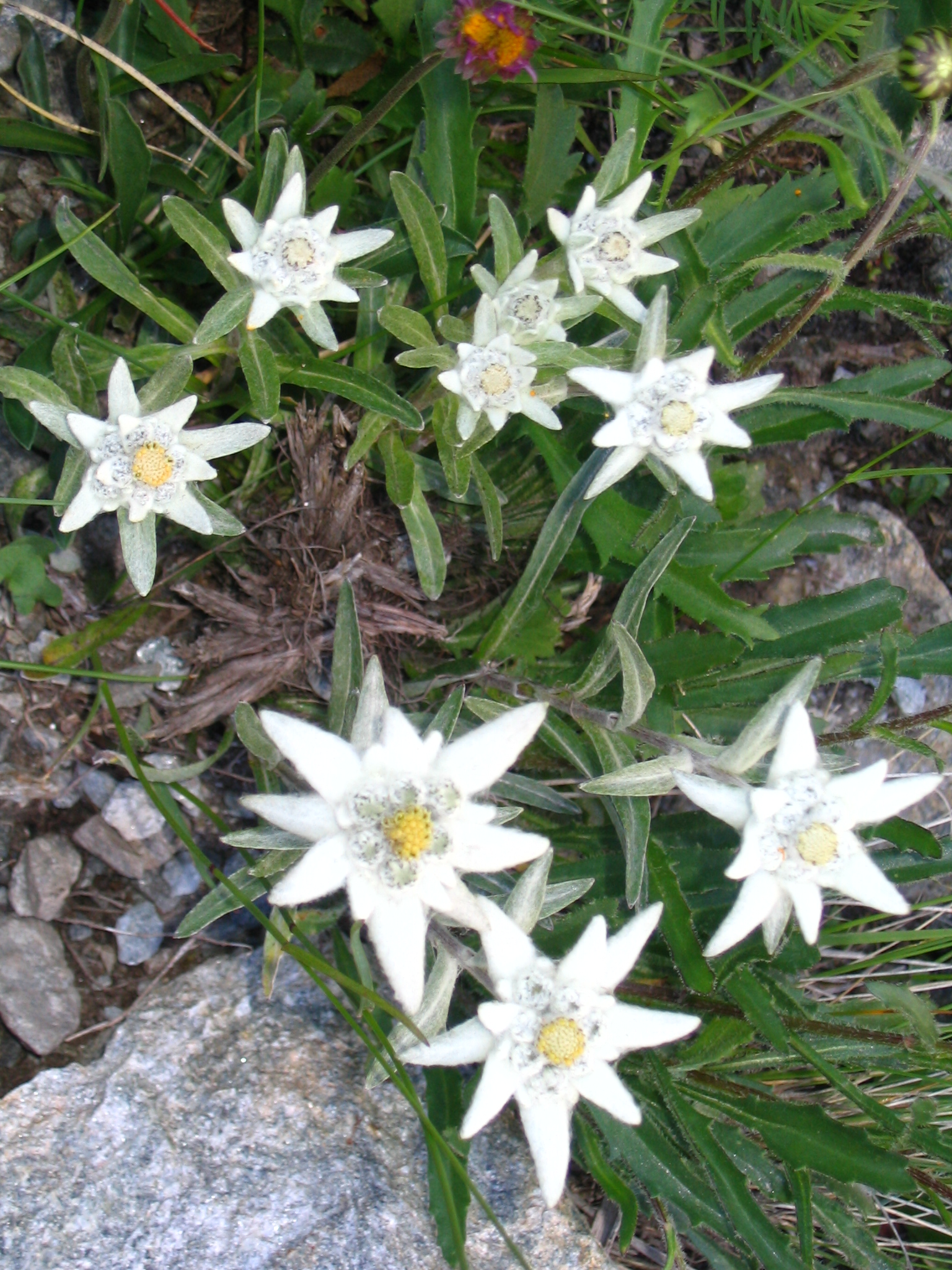
Білотка альпійська (Leontopodium alpinum)
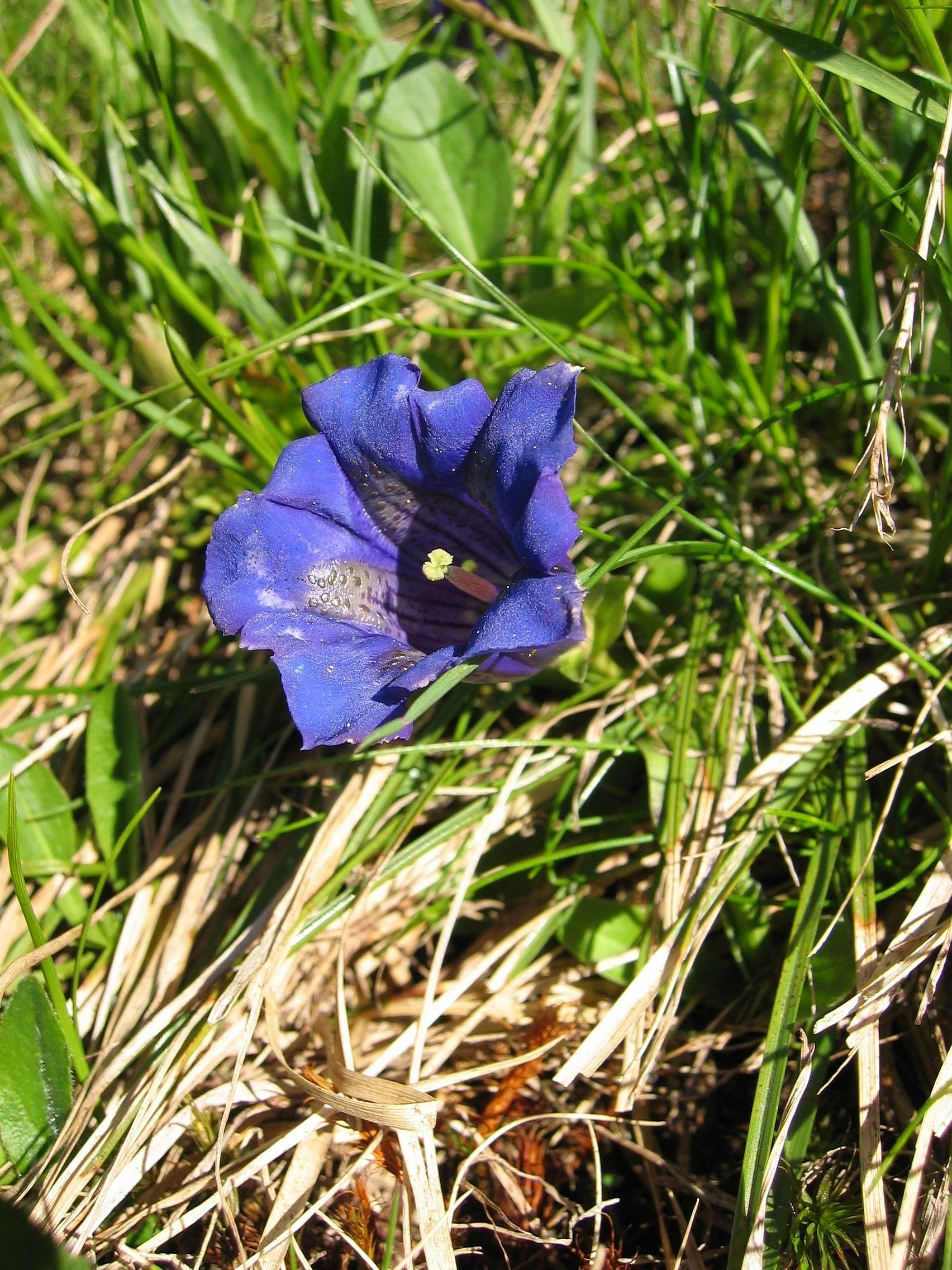
Тирлич безстебловий (Gentiana acaulis)
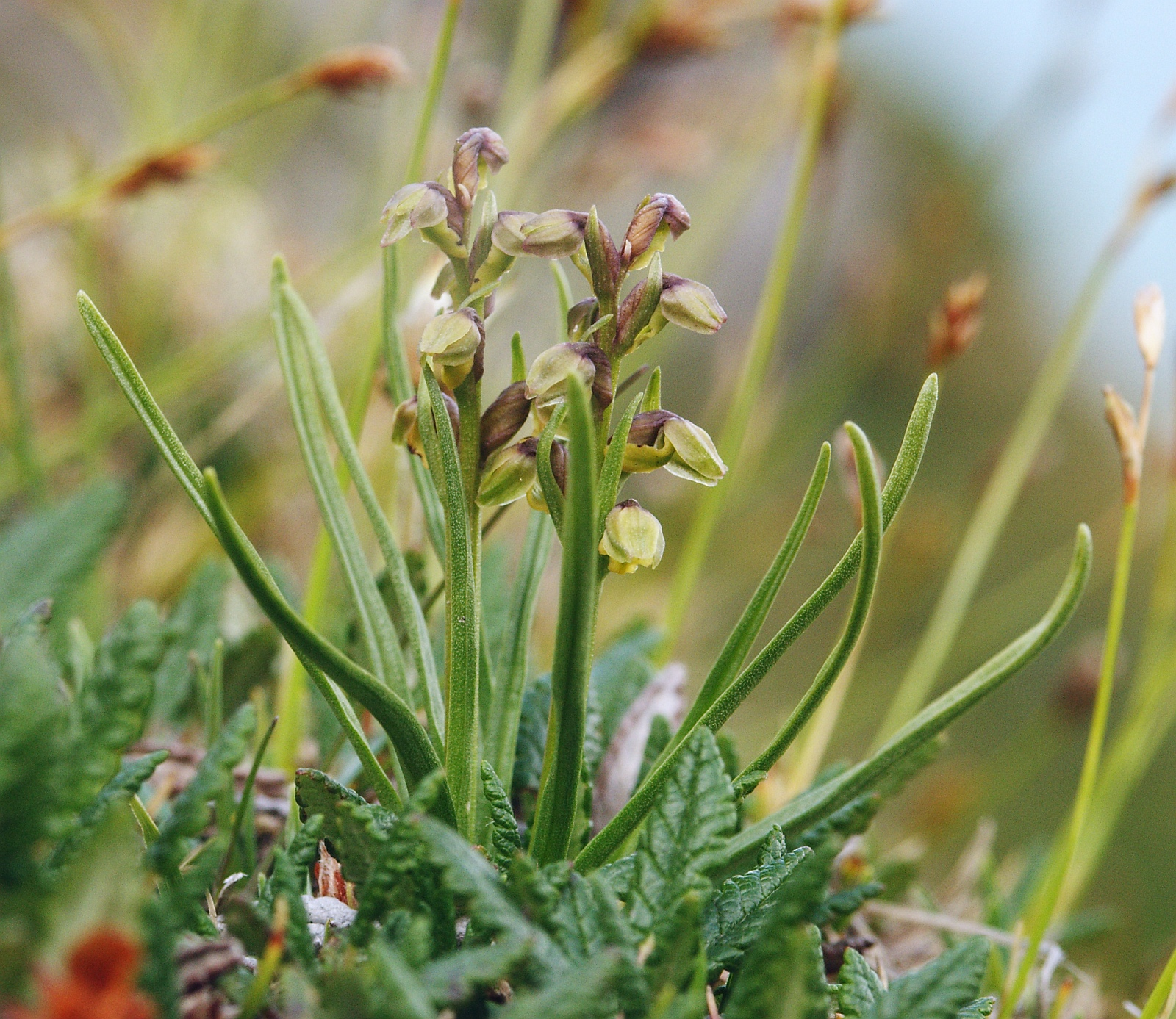
Зозулинець альпійський (Chamorchis alpina)
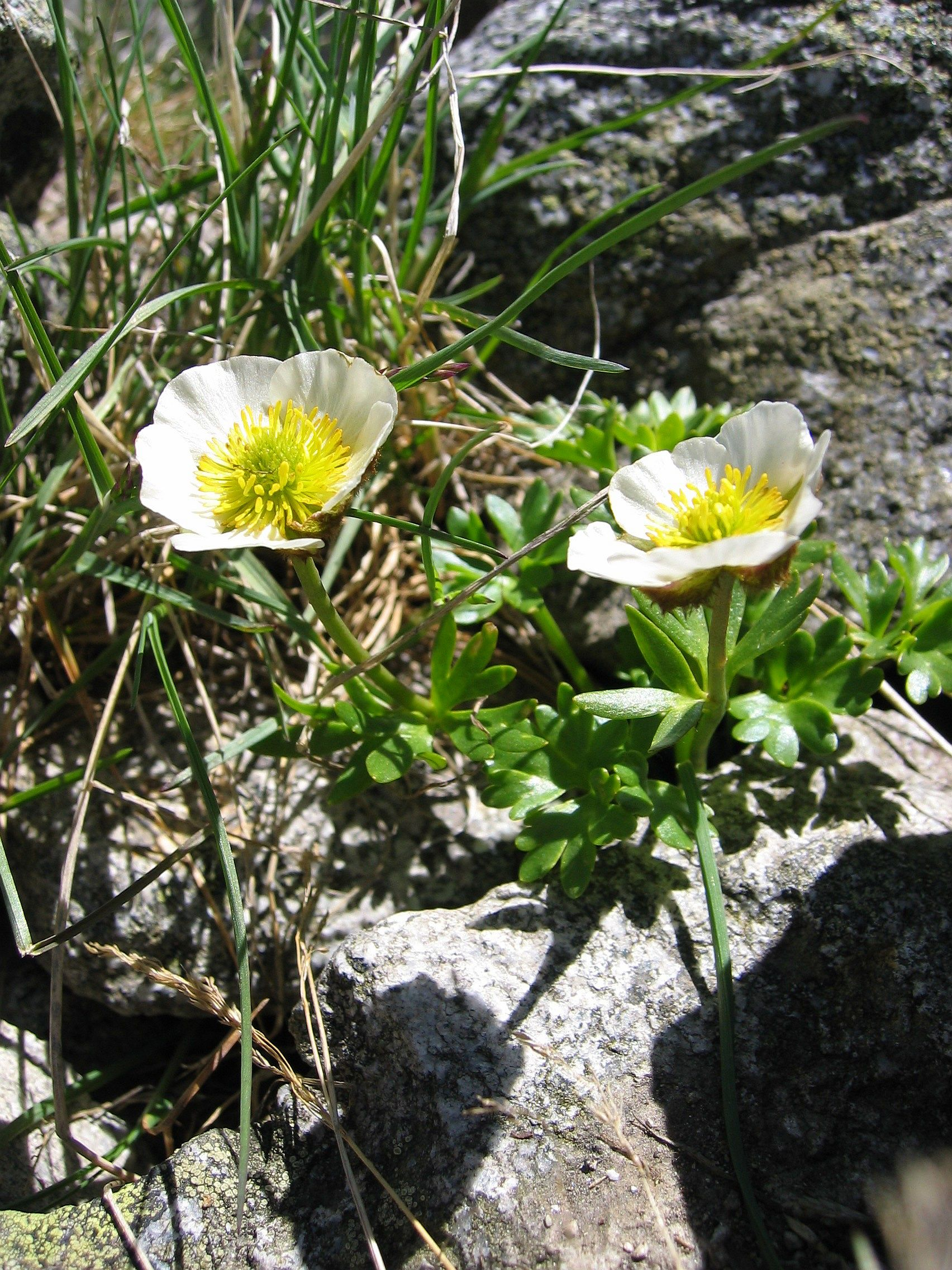
Жовтець льодовиковий (Ranunculus glacialis)
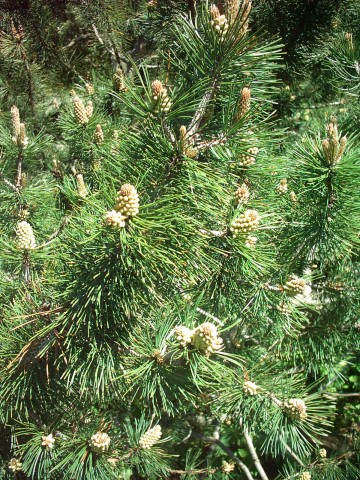
Альпійська сосна (Pinus mugo)
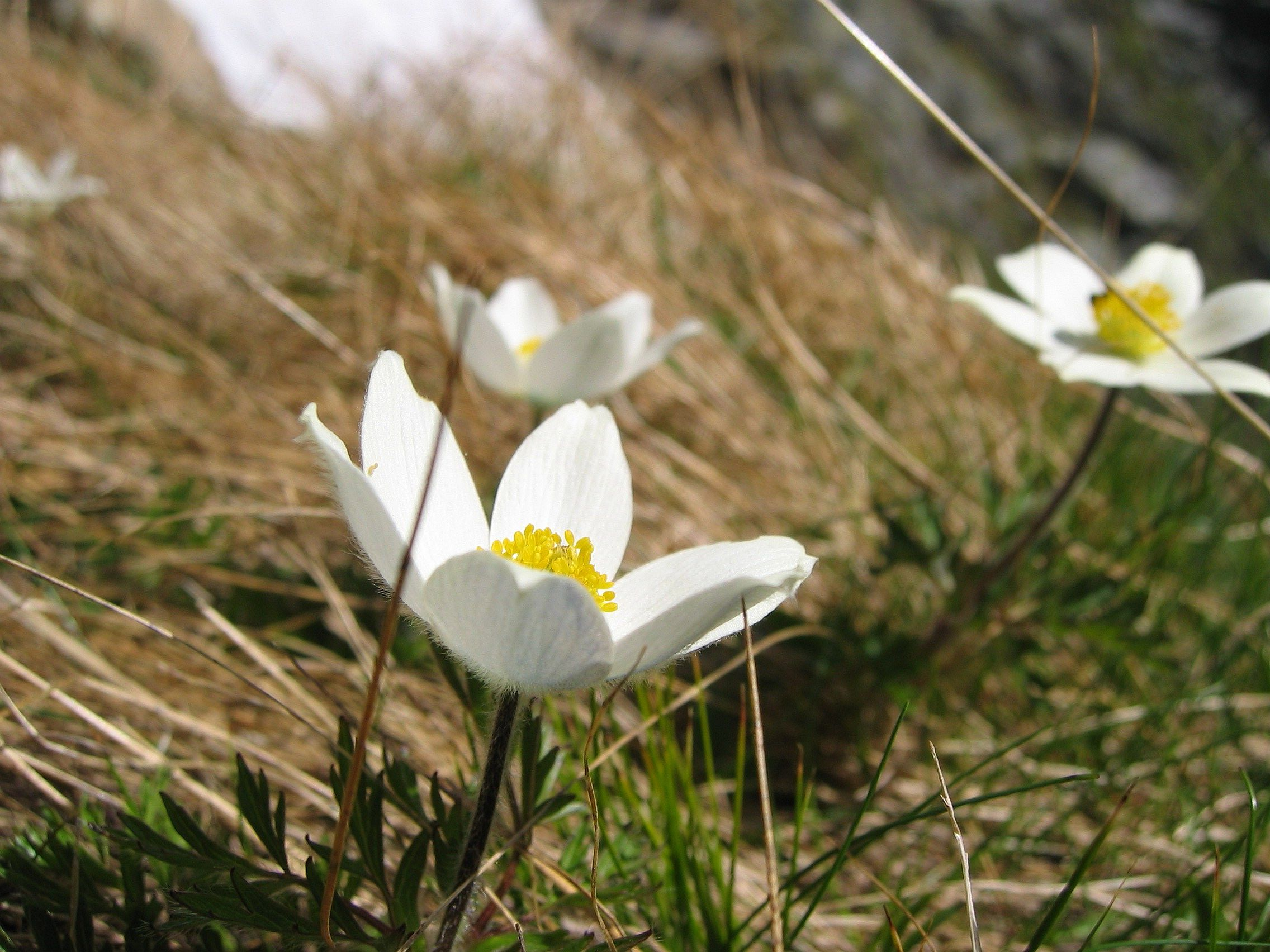
Альпійська сон-трава (Pulsatilla alpina)
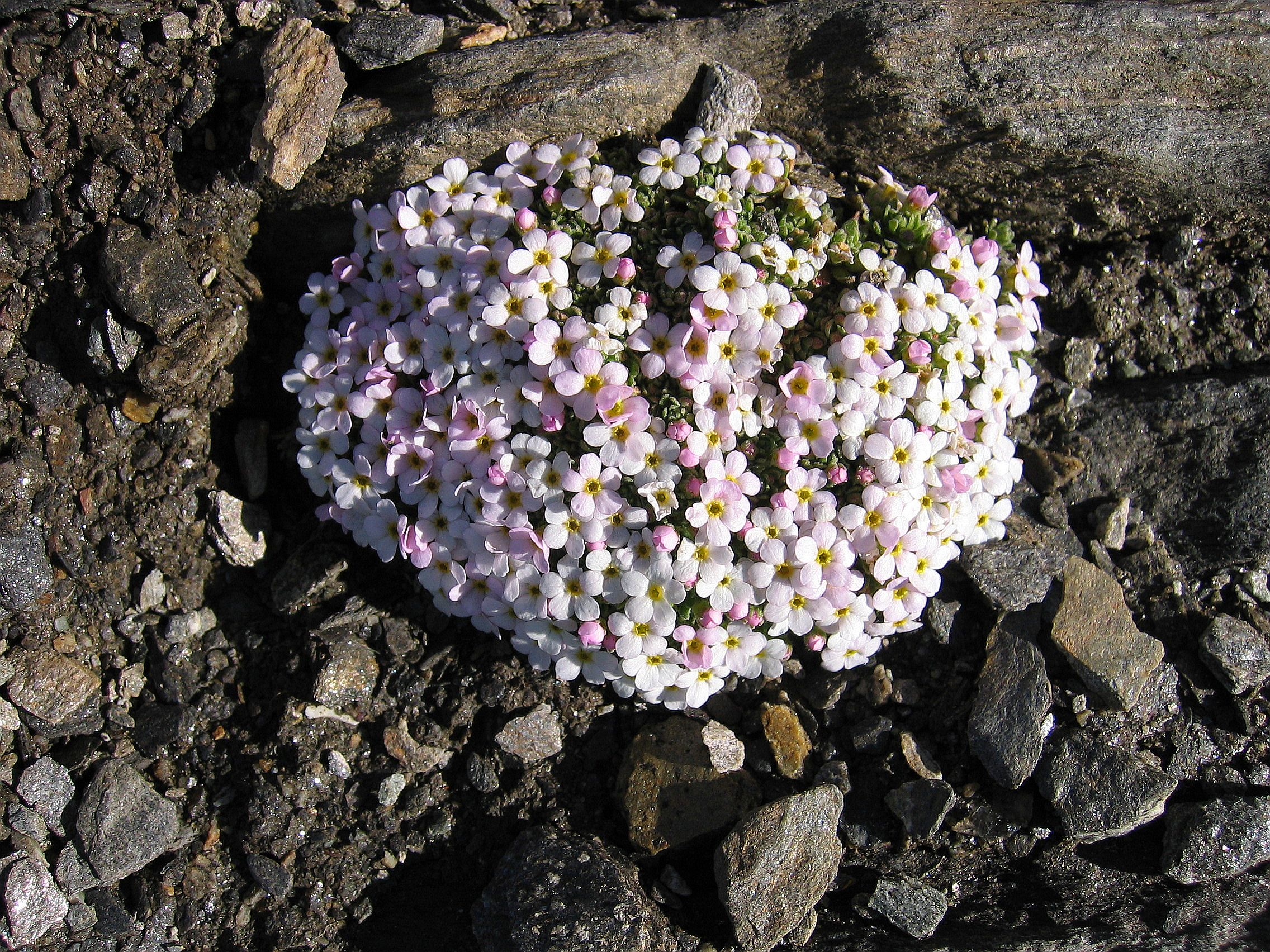
Переломник альпійський (Androsace alpina)
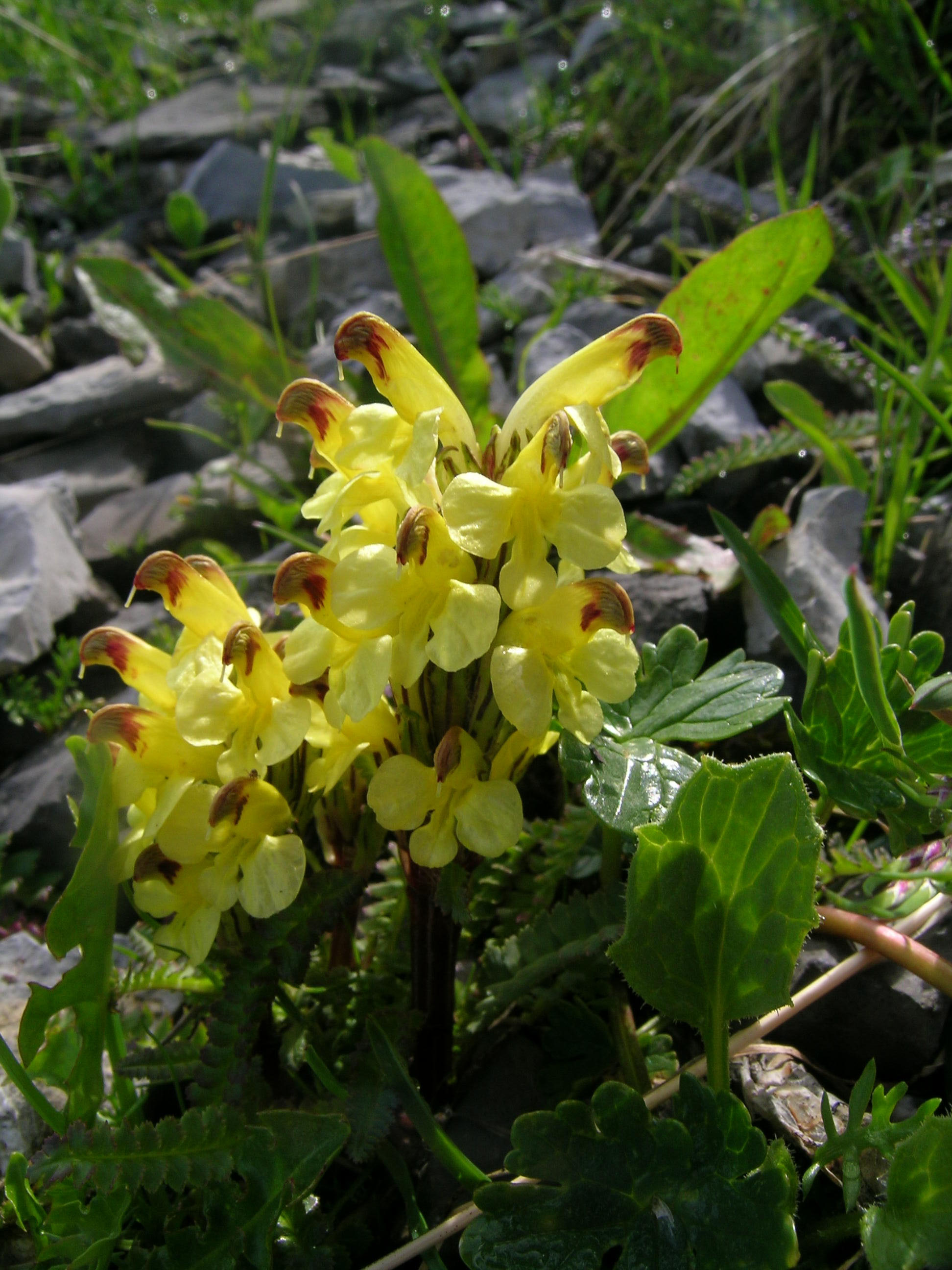
Шолудивник Едера (Pedicularis oederi)
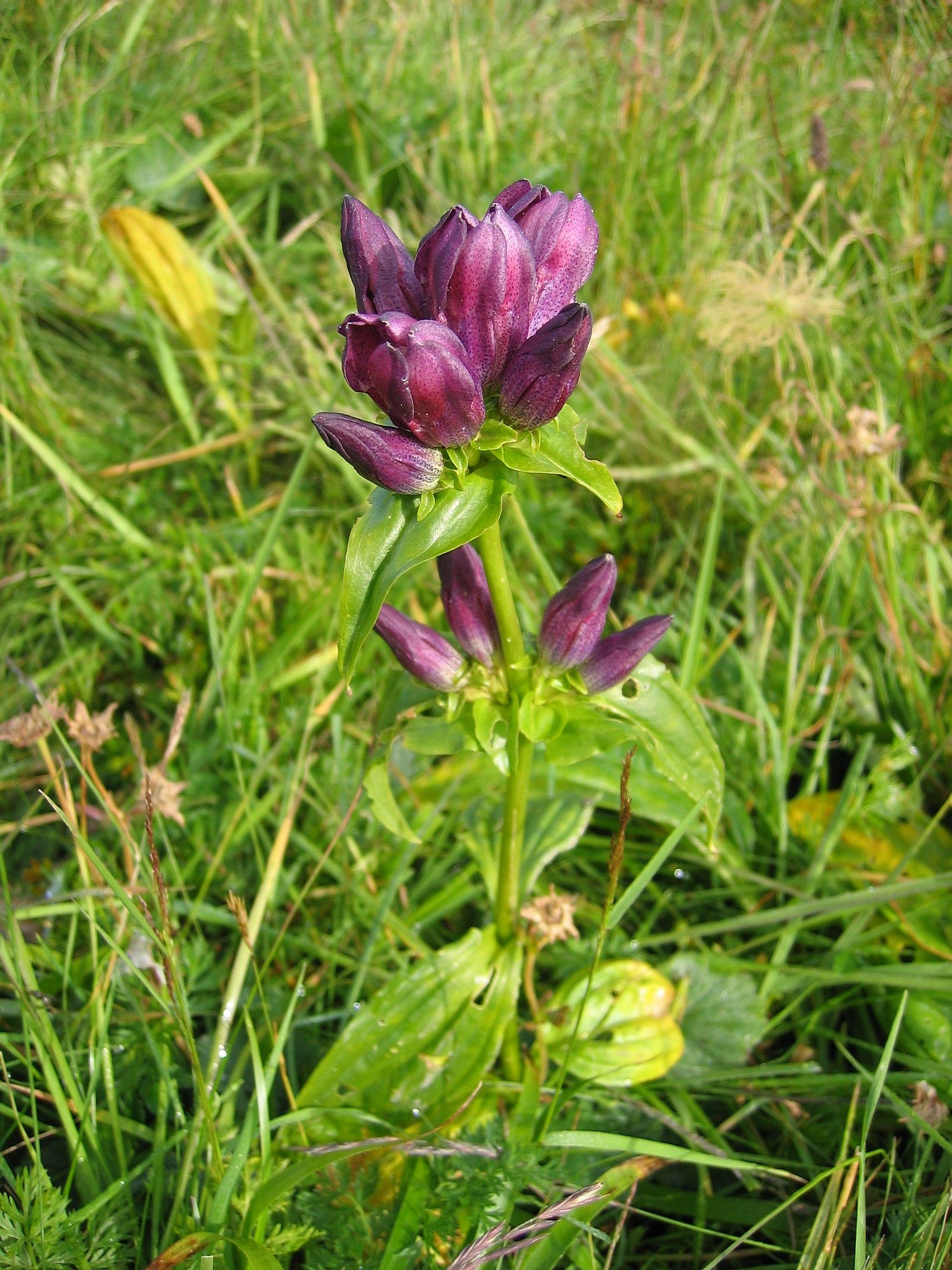
Тирлич угорський (Gentiana pannonica)
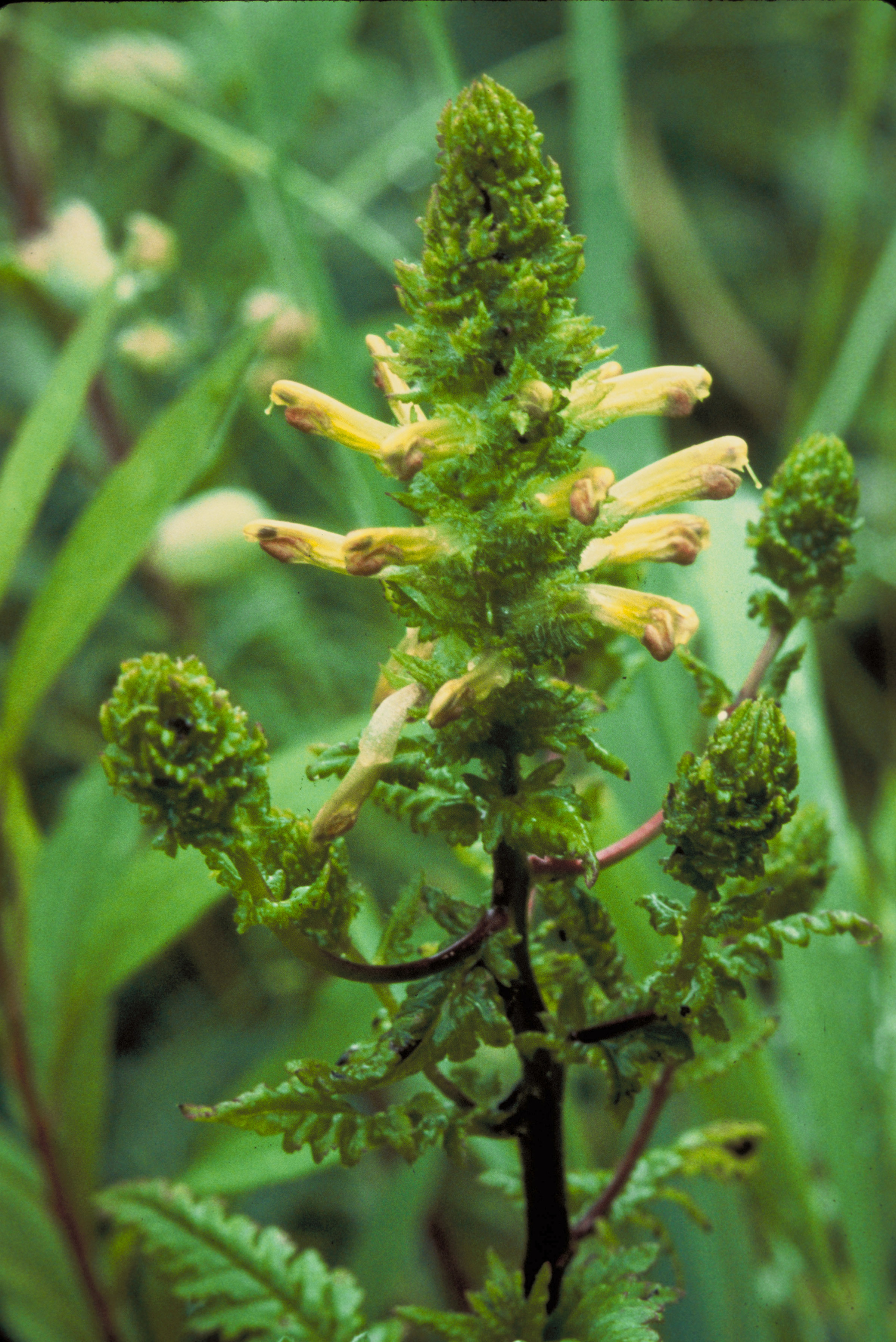
Шолудивник Фурбіша (Pedicularis furbishiae)
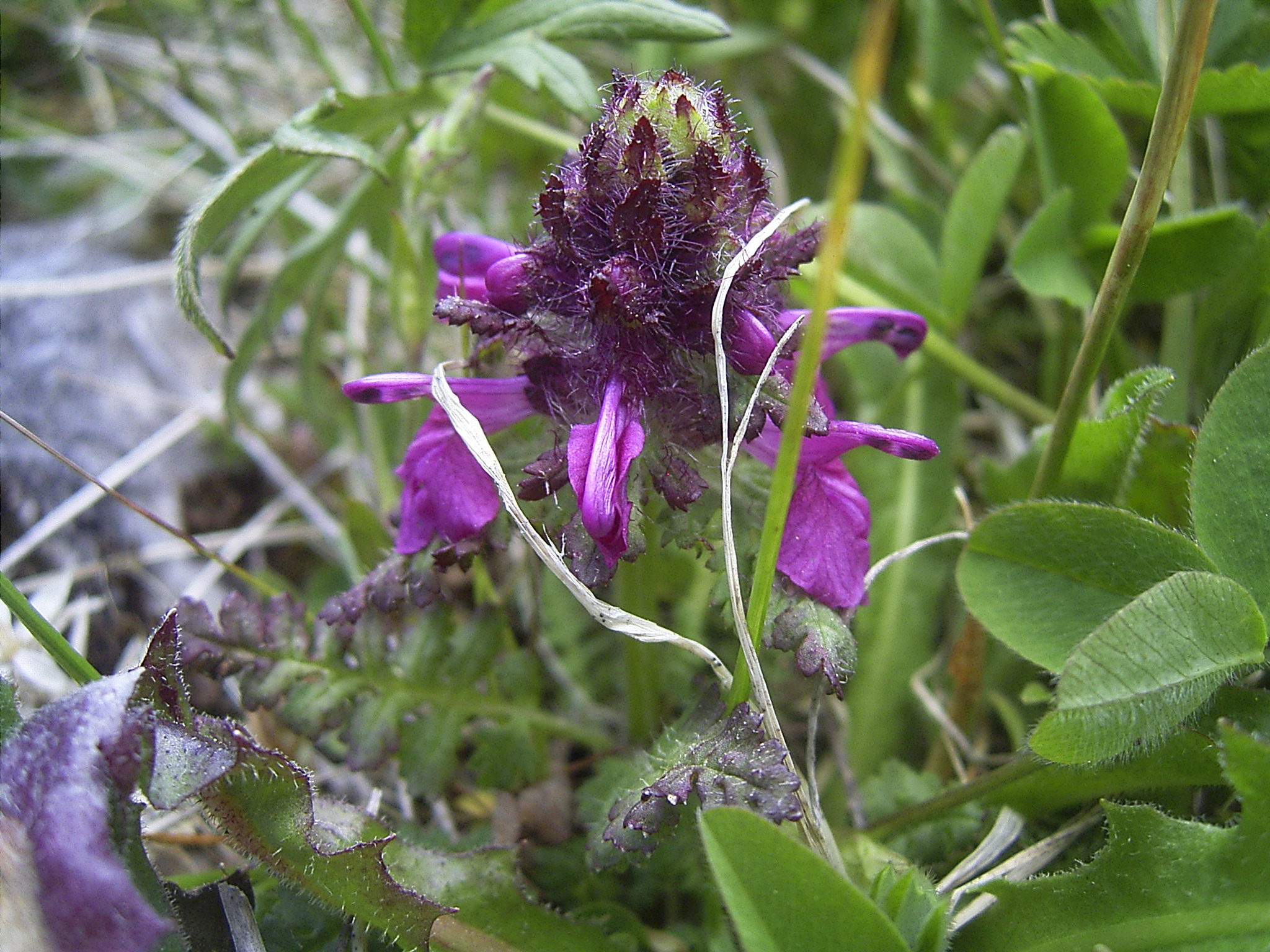
Шолудивник кільчастий (Pedicularis verticillata)
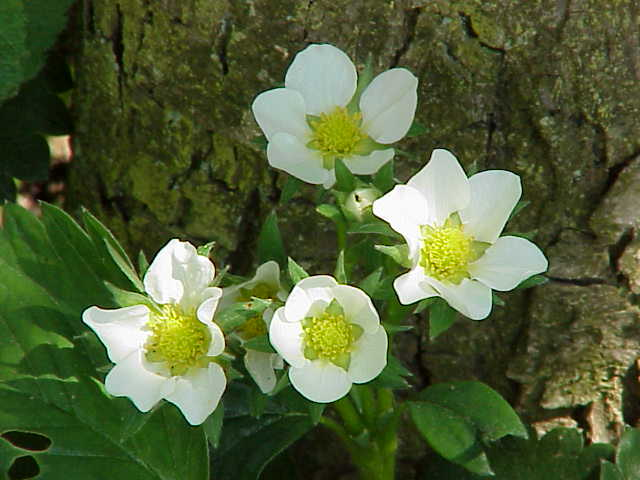
Суниці лісові (Fragaria vesca)

## Охорона навколишнього середовища
Щорічно в гірських районах вирубують великі площі лісу для будівництва лижних трас і баз відпочинку, що порушує природну рівновагу в горах. Дерева мають велике значення для запобігання ерозії ґрунту та зменшення небезпеки сходження лавин. Вирубування лісів призводить до лавин, що частішають останнім часом, і селів, жертвами яких у 1987 році протягом 20 днів стало понад 60 чоловік. Причиною зменшення площі лісів, окрім вирубки, стають отруйні викиди фабрик і використання в горах важкої техніки. Дерева слабшають і легше піддаються хворобам і вітровому пошкодженню. За оцінками вчених, сьогодні знищено приблизно 60–80 % альпійських лісів. Погіршення стану середовища негативно впливає на життя тварин і рослин. У всіх країнах, де є Альпи, були організовані охоронні регіони.

## Туризм

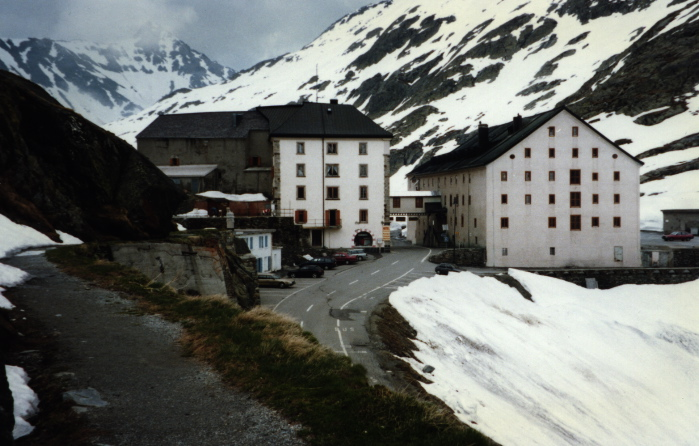
Перевал Великий Сен-Бернар в Альпах

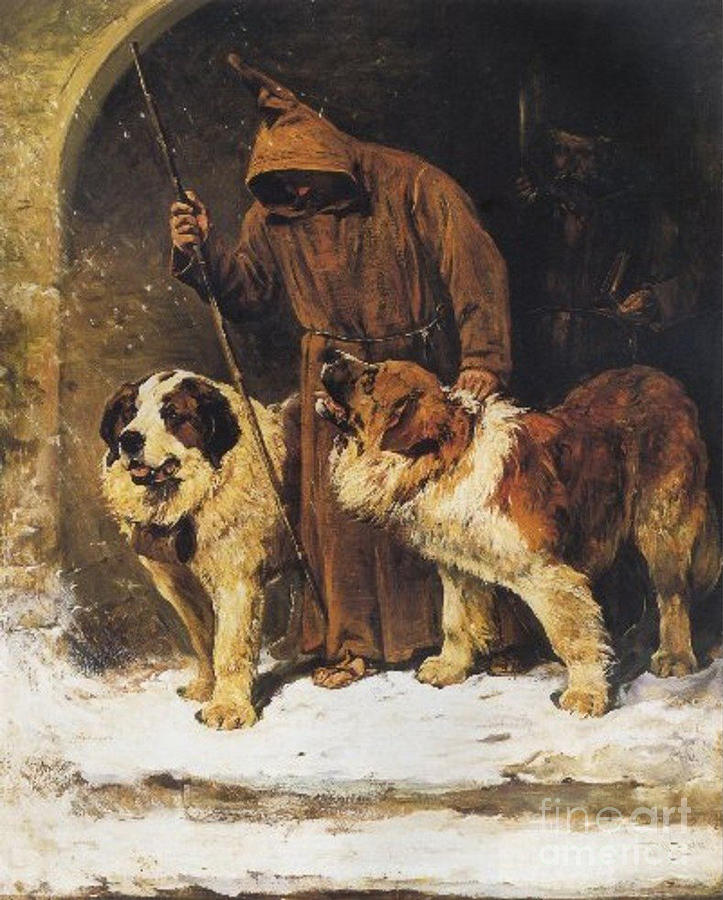
Монах-бернардинець із сенбернаром-рятувальником. Картина Джона Еммса

Альпи — район міжнародного альпінізму, гірськолижного спорту і туризму, популярний як влітку, так і взимку. Гірськолижний спорт, сноуборд, катання на санях, прогулянки на снігоступах, лижні тури доступні в більшості регіонів з грудня до квітня. Влітку Альпи користуються популярністю у туристів, велосипедистів, парапланеристів, альпіністів, а багато альпійських озер привертають увагу плавців, яхтсменів і серфінгістів.
Низинні регіони та великі міста Альп добре сполучені автомагістралями та швидкісними дорогами, однак вище гірські перевали та автомобільні траси можуть бути небезпечними навіть влітку. Багато гірських перевалів закриті в зимовий період. Розвиток туризму сприяє розвитку великої кількість аеропортів по всіх Альпах, а також гарне залізничне сполучення з усіма сусідніми країнами. Альпи зазвичай відвідує більше 50 мільйонів туристів щороку.

### Сенбернар— рятівник туристів
Назва породи сенбернар походить від монастиря Святого Бернара із Мантона у Швейцарських Альпах. В XI столітті чернець Бернар із Мантона заснував притулок для мандрівників, який, як і гірську стежку, назвали його ім'ям. Перевал Великий Сен-Бернар розташований на висоті близько 2,5 км — на той час одне з найвищих населених місць Європи. Це була важка і небезпечна дорога для мандрівників через лавини, сильні вітри, круті гірські переходи та грабіжників. У XVII столітті ченці для порятунку подорожуючих почали використовувати собак породи сенбернар. Густа шерсть захищала собак від холоду й снігу, а їхній надзвичайний нюх допомагав знаходити людей, які потрапили під снігову лавину. Ці собаки здатні відчувати наближення лавин, що не раз рятувало людям життя.

## Транспортне сполучення
Основні транспортні сполучення через Альпи (із заходу на схід, перевали зазначені курсивом):
- Марсель — Ніцца — Тенда — Кунео — Турин
- Ліон — Шамбері — Монт-Сеніс або Фрежус — Турин
- Діжон — Женева — Шамоні — Монблан — Аоста — Турин
- Діжон — Лозанна — Бриг — Сімплон — Домодоссола — Мілан
- Карлсруе — Фрайбург — Базель — Берн — Лечен — Бриг — Сімплон — Домодоссола — Мілан
- Карлсруе — Фрайбург — Базель — Люцерн — Сен-Готард — Беллінцона — Мілан
- Штутгарт — Цюрих — Сен-Готард — Беллінцона — Мілан
- Ульм — Меммінген — Брегенц — Кур — Сан-Бернардіно — Беллінцона — Мілан
- Мюнхен — Гарміш-Партенкірхен — Інсбрук — Бреннер — Бозен — Верона
- Мюнхен — Розенхайм — Бад-Райхенхалль — Зальцбург — Високий Тауерн — Шпіталль — Філлах  — Удіне — Портогруаро — Местре — Філлах — Удіне — Трієст
- Вельс — Пірн — Ліцен — Грац — Марибор — Любляна — Трієст
- Відень — Вінер-Нойштадт — Земмерінг — Брук-ан-дер-Мур — Грац — Марибор — Любляна — Трієст

## Населення Альп

### Доісторичний період
Історія поселень в Альпах налічує 55 тисяч років. Першими мешканцями цих місць були мисливці і збирачі, а після відступу альпійських льодовиків люди досить швидко заселили навіть внутрішні долини. У цей час будували невеликі селища і обживали печери.
У вересні 1991 року на перевалі Гауслаб на висоті 3 210 метрів німецькі альпіністи Еріка і Гемус Симон виявили скуте кригою людське тіло. Аналіз ДНК показав, що вік мумії становить приблизно 5000 років. В Австрії, де знайшли мумію, її називають Етці, а в Італії вона відома як Сімілуанська людина або Тірольська льодова людина. Вона є найстарішою мумією людини, знайденою в Європі.

### Стародавня історія та середньовіччя
Приблизно у 800 р. до н. е. кельти завоювали й заселили територію, де сьогодні розташовані Франція, Швейцарія, Італія, а на сході їхні поселення з'явилися ще й у долинах Австрії. Вони були першими, хто проклав торгові шляхи через альпійські перевали. Пізніше сюди прийшли римляни, вони стали прокладати дороги, водогони і будувати амфітеатри.
Альпійський регіон увійшов до складу імперії Карла Великого в IX–X ст., а в 843 р. імперія була розділена між трьома його онуками. У 888 р. продовжилося дроблення земель, це і спричинило поступове формування мовних відмінностей, які зберігаються й донині. У середні століття зникла єдність племен кельтів і римлян — жителі більшості долин жили в ізоляції до появи залізниць.

### Сучасність
У 2001 році населення Альпійського регіону становило 12 295 000 осіб. Найбільшими містами є Гренобль (Франція) — 155 100 мешканців, Інсбрук (Австрія) — 127 000 мешканців.
На заході переважає французька мова, в Центральних і Східних Альпах говорять італійською, у Північних Альпах — німецькою, в Словенії спілкуються словенською мовою, а ретороманською мовою говорять у Східних Альпах на північному сході Італії.